# King’s College London
Das King’s College London (umgangssprachlich King’s oder KCL) ist eine der renommiertesten Hochschuleinrichtungen der Welt, eine der ältesten des Vereinigten Königreichs sowie die vermögendste Universität von London. Gegründet wurde es 1829 per Royal Charter unter der königlichen Schirmherrschaft von König Georg IV. und dem 1. Duke von Wellington. Es ist eines der beiden Gründungscolleges der University of London. Bis zu ihrem Tod im Jahr 2022 war Königin Elisabeth II. die Schirmherrin des Colleges.
Das King’s College London rangiert regelmäßig auf Spitzenpositionen in nationalen und internationalen Rankings und zählt somit zu den führenden Universitäten weltweit. Insgesamt wurden 14 Nobelpreisträger am King’s College ausgebildet oder forschten dort. Zahlreiche Mitglieder des House of Commons und des House of Lords sind Absolventen des Colleges. Der Jahresetat, einschließlich des angeschlossenen Universitätskrankenhauses, beträgt rund 2,95 Mrd. £.
Das King’s College ist Mitglied der Association of Commonwealth Universities und der Russell Group, einem Zusammenschluss der forschungsintensivsten Universitäten Großbritanniens. Es ist zudem Teil des sogenannten „Golden Triangle“, einer Gruppe prestigeträchtiger britischer Universitäten, zu der neben dem King’s College London auch die University of Oxford, die University of Cambridge, das University College London, die London School of Economics and Political Science und das Imperial College London gehören.
Das College unterhält Partnerschaften mit führenden Universitäten weltweit, darunter amerikanische Ivy-League-Universitäten wie die Cornell University und die University of Pennsylvania. Besonders anerkannt sind die Fakultäten für Geisteswissenschaften, Rechtswissenschaften, Sozialwissenschaften und Medizin.
Das an die Universität angeschlossene King’s College Hospital geht auf das Jahr 1561 zurück und genießt einen hervorragenden Ruf in medizinischer Versorgung und Forschung. Es versorgt jährlich rund 1,5 Millionen Patienten in London. Im Times Higher Education-Ranking 2015/16 belegte es weltweit Platz 8 im Bereich Medizin und klinische Studien.
Die King’s Business School trägt die renommierte Triple Crown der internationalen Akkreditierungen durch die AMBA, die AACSB und die EQUIS.

Gebräuchliches Logo des King's College London

## Geschichte
Das King’s College London wurde am 14. August 1829 per Royal Charter unter dem Namen „The Governors and Proprietors of King's College London“ gegründet. Die Gründung erfolgte durch den damaligen Premierminister Arthur Wellesley, 1. Duke von Wellington und unter der Schirmherrschaft von König Georg IV. Es war zu diesem Zeitpunkt die dritte jemals verliehene königliche Charta für eine britische Universität.
Die medizinischen Wurzeln des King’s College reichen bis ins 12. Jahrhundert zurück. Das angeschlossene St Thomas’ Hospital wurde bereits 1173 gegründet und führt seine Ursprünge auf das 1106 errichtete St Mary Overie zurück.
Das King’s College wurde in der anglikanischen Tradition der Church of England gegründet und sollte eine Antwort auf die 1826 gegründete London University (heute: University College London, UCL) sein, die keine königliche Charta erhielt und von Utilitaristen, Juden und anderen Nicht-Anglikanern unterstützt wurde. Diese theologische Kontroverse führte zu Spannungen zwischen dem Duke of Wellington und George Finch-Hatton, 10. Earl von Winchilsea, die am 21. März 1829 in einem Duell im Battersea Park gipfelten. Obwohl keiner der beiden verletzt wurde, gilt dieses Ereignis, bekannt als „Duel Day“, als symbolischer Moment in der Geschichte des Colleges und wird noch heute von den Studierenden gefeiert.
Im Jahr 1836 wurde das King’s College zusammen mit dem University College London eines der beiden Gründungscolleges der University of London. 1882 wurde der Name offiziell zu „King's College London“ verkürzt, und das College erweiterte seine Bildungsangebote um die Ausbildung von Frauen.
Zu Beginn des 20. Jahrhunderts verzeichnete das King’s College einen erheblichen Wachstum und hatte im Jahr 1903 bereits 1.385 Studierende. 1910 wurde das College vollständig in die University of London integriert und verlor somit seine Unabhängigkeit.
Während des Zweiten Weltkriegs wurden viele Studierende und Mitarbeitende nach Bristol und Glasgow evakuiert, wo sie ihre Studien fortsetzten und Prüfungen ablegten.
1953 leisteten Wissenschaftler des King’s College entscheidende Beiträge zur Entdeckung der Doppelhelixstruktur der Desoxyribonukleinsäure (DNA). Die Arbeiten von Maurice Wilkins und Rosalind Franklin in der Randall Division of Cell and Molecular Biophysics waren maßgeblich für das Verständnis der DNA-Struktur verantwortlich.
In den folgenden Jahrzehnten expandierte das King’s College durch mehrere Fusionen mit anderen Institutionen. 1983 wurden die Guy's Hospital Medical School und die St Thomas's Hospital Medical School integriert. 1985 folgten das Queen Elizabeth College und das Chelsea College of Science and Technology. 1998 wurden die United Medical and Dental Schools of Guy's and St Thomas' Hospitals mit der King's Medical School zur GKT School of Medical Education zusammengeführt.
2008 erlangte das King’s College das Recht, eigene Abschlüsse zu verleihen, und agiert seither unabhängig von der University of London. Auf den Abschlussurkunden wird jedoch weiterhin die Verbindung zur University of London erwähnt.
2009 erfüllte das College einen lang gehegten Wunsch und erwarb den Ostflügel des historischen Somerset House in der City of Westminster. Die renovierten Räumlichkeiten wurden 2012 von Königin Elisabeth II. feierlich eröffnet.
Im Dezember 2014 plante das King’s College London, sich zukünftig als „King's London“ zu präsentieren, um seine rechtliche Unabhängigkeit zu betonen. Aufgrund von Kritik und Protesten seitens der Studierenden und der Öffentlichkeit wurden diese Pläne im Januar 2015 jedoch aufgegeben.

### Galerie

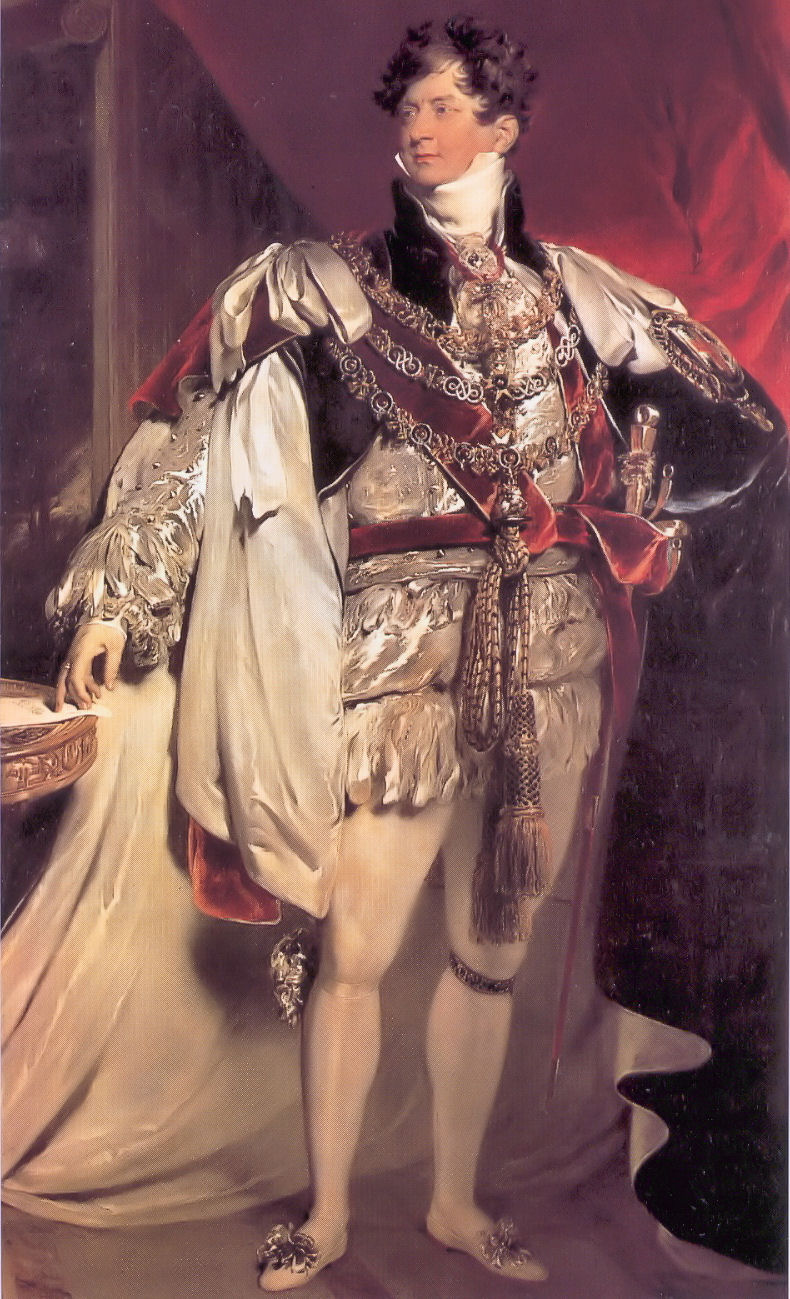
George IV. als Gründer und Namensgeber des King's College London; porträtiert von Thomas Lawrence.
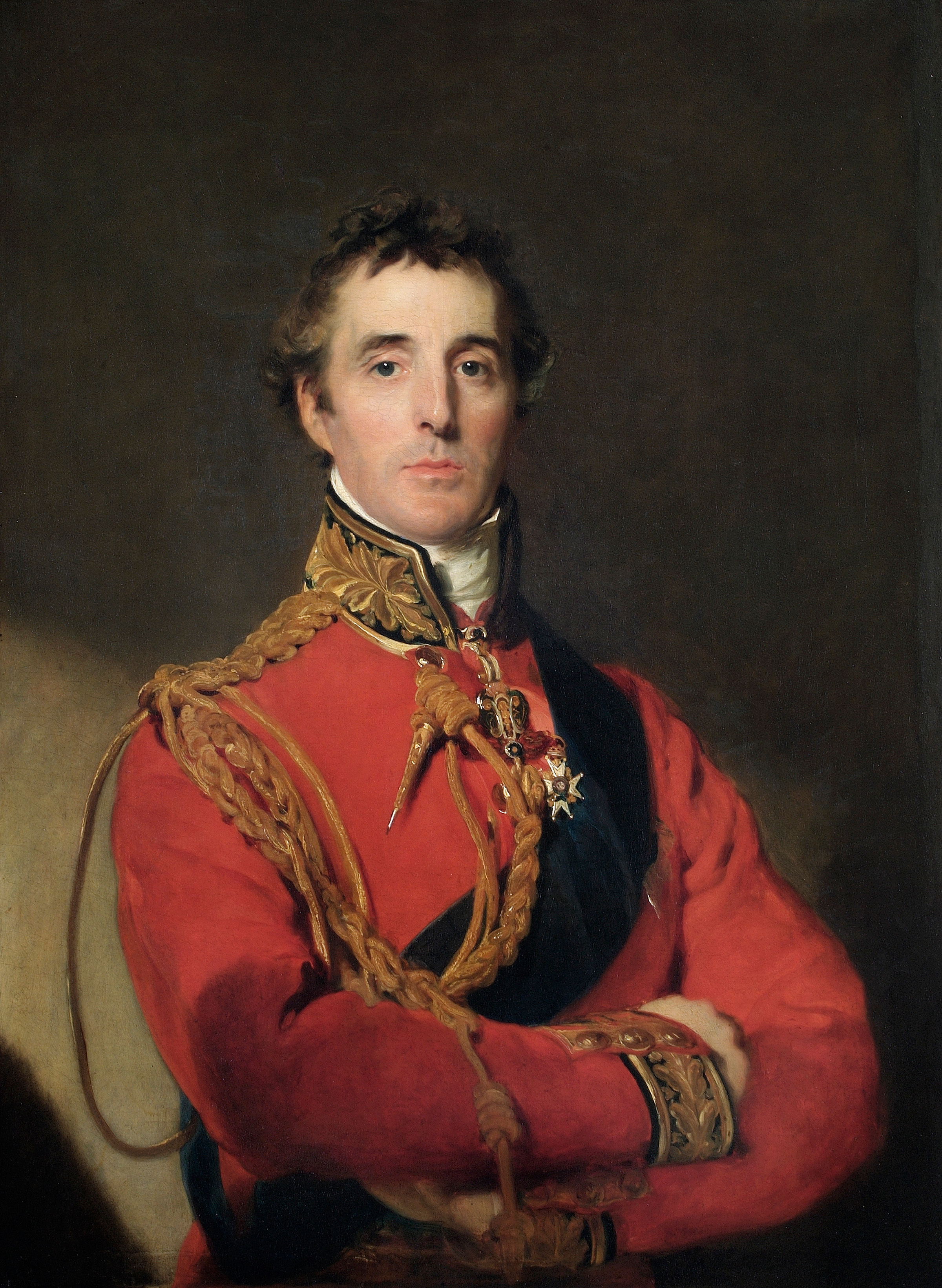
Arthur Wellesley, 1. Duke von Wellington und damaliger Premierminister beschoss sich im Duell mit George Finch-Hatton, dem 10. Earl von Winchilsea im Jahr 1829 über die Unabhängigkeit des neu gegründeten King’s College London.
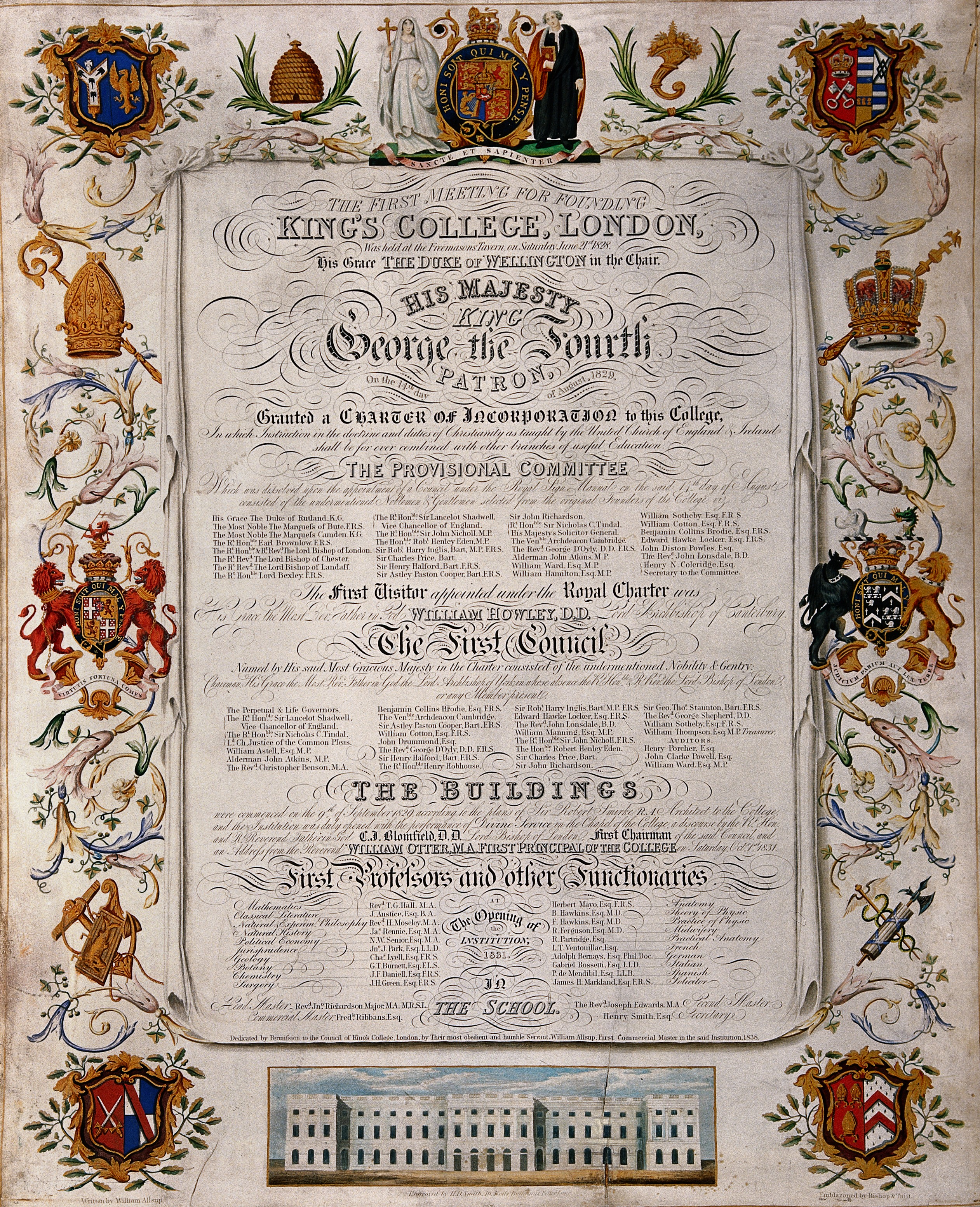
Royal Charter (Gründungsurkunde) des King's College London von 1829, die zugleich auch die Royal Patronage durch George IV. begründet, die heute durch Elisabeth II. wahrgenommen wird.
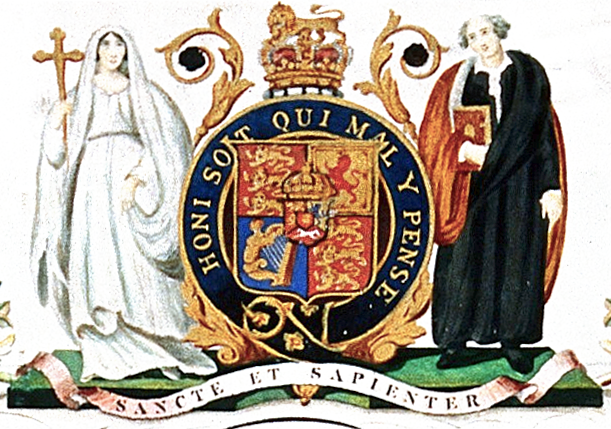
King's College London historisches Wappen (Coat of Arms) von 1829 bis 1985.
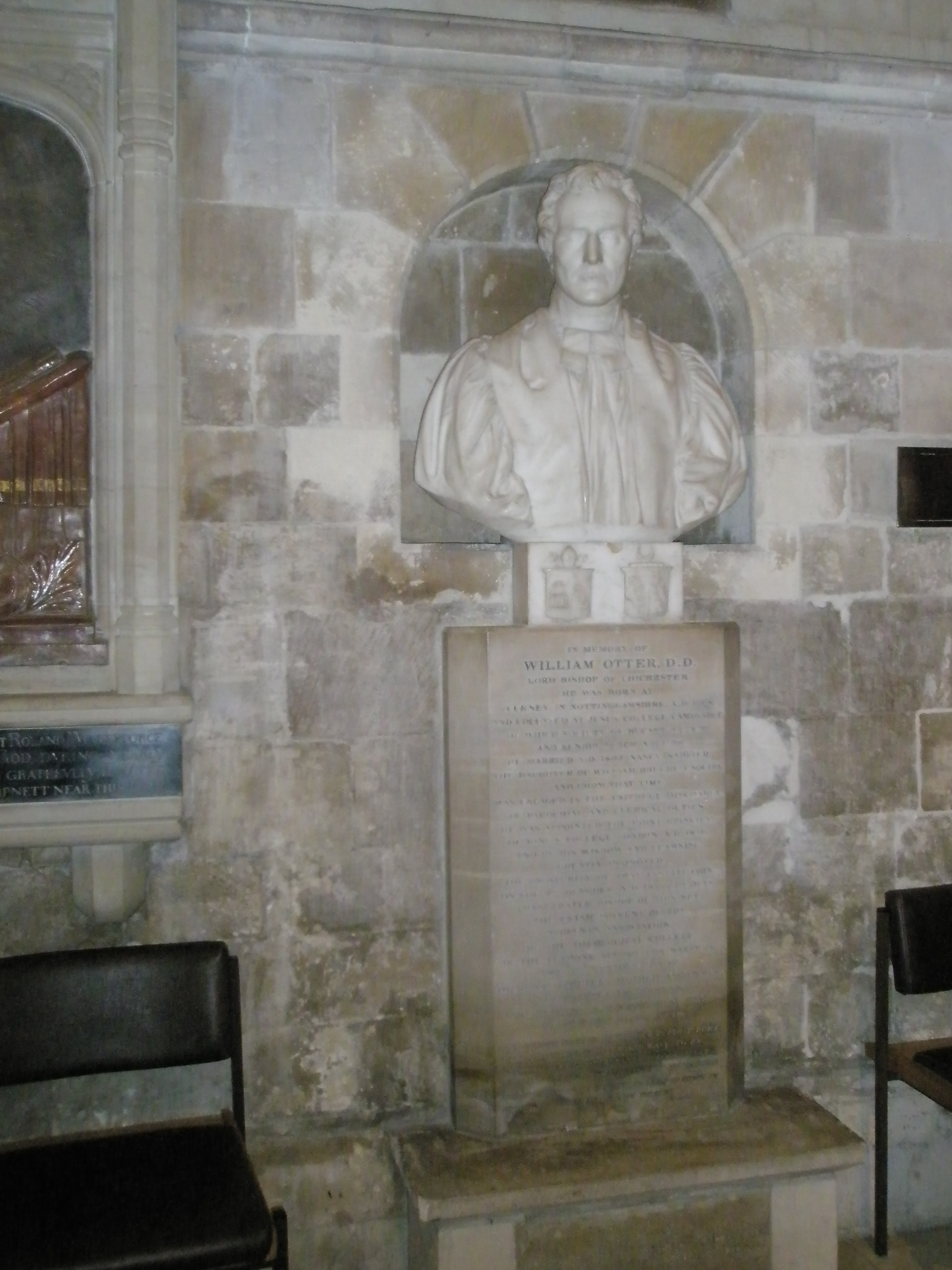
Büste von William Otter, erster „Principal“ (Direktor/Dekan) des King's College London.
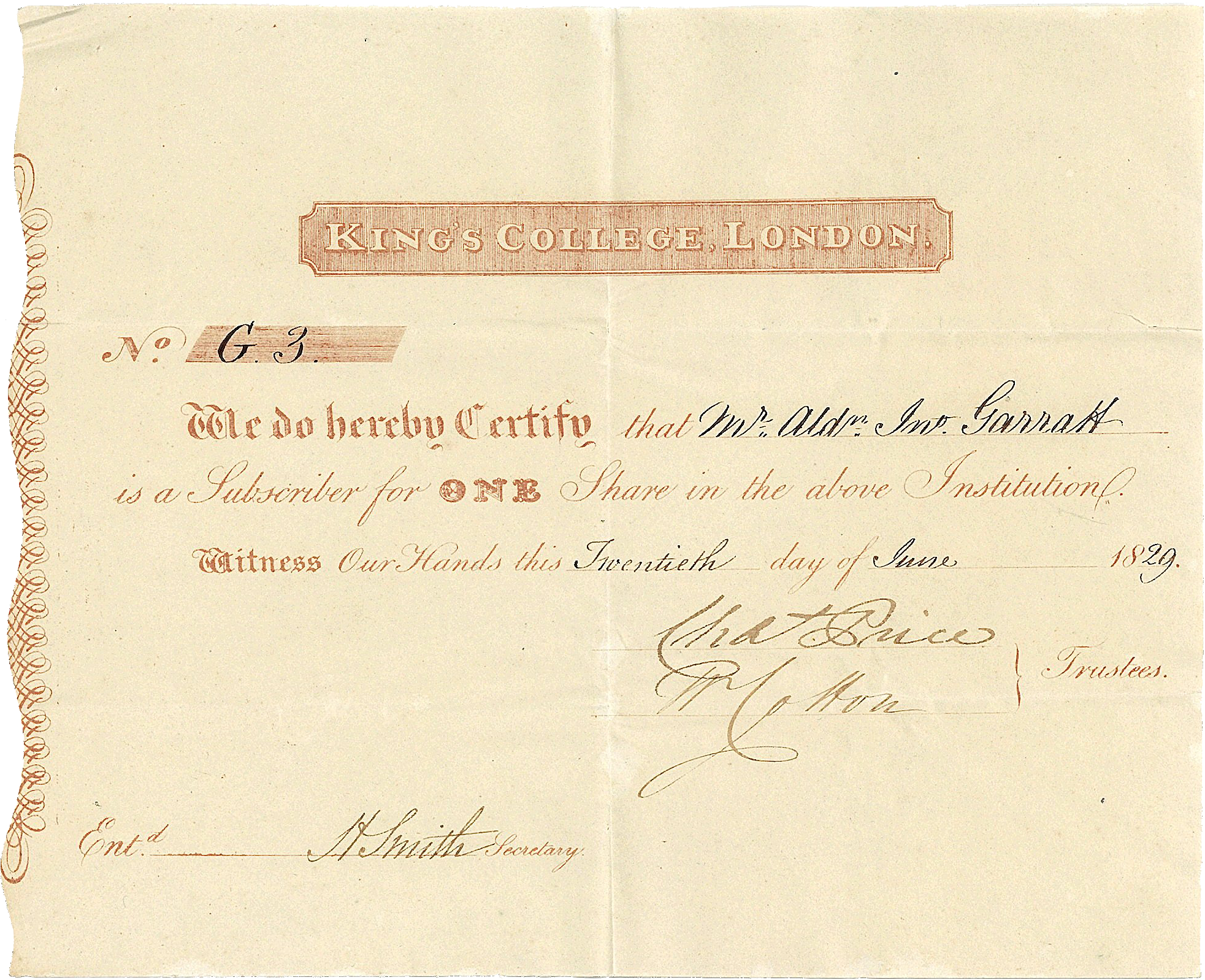
Zeichnungszertifikat des King's College of London über 1 Aktie im Wert von 100 £, ausgegeben am 20. Juni 1829, eingetragen auf den Beigeordneten Garratt, 1824 Lord Mayor of the City of London, im Original unterschrieben von William Cotton als Trustee
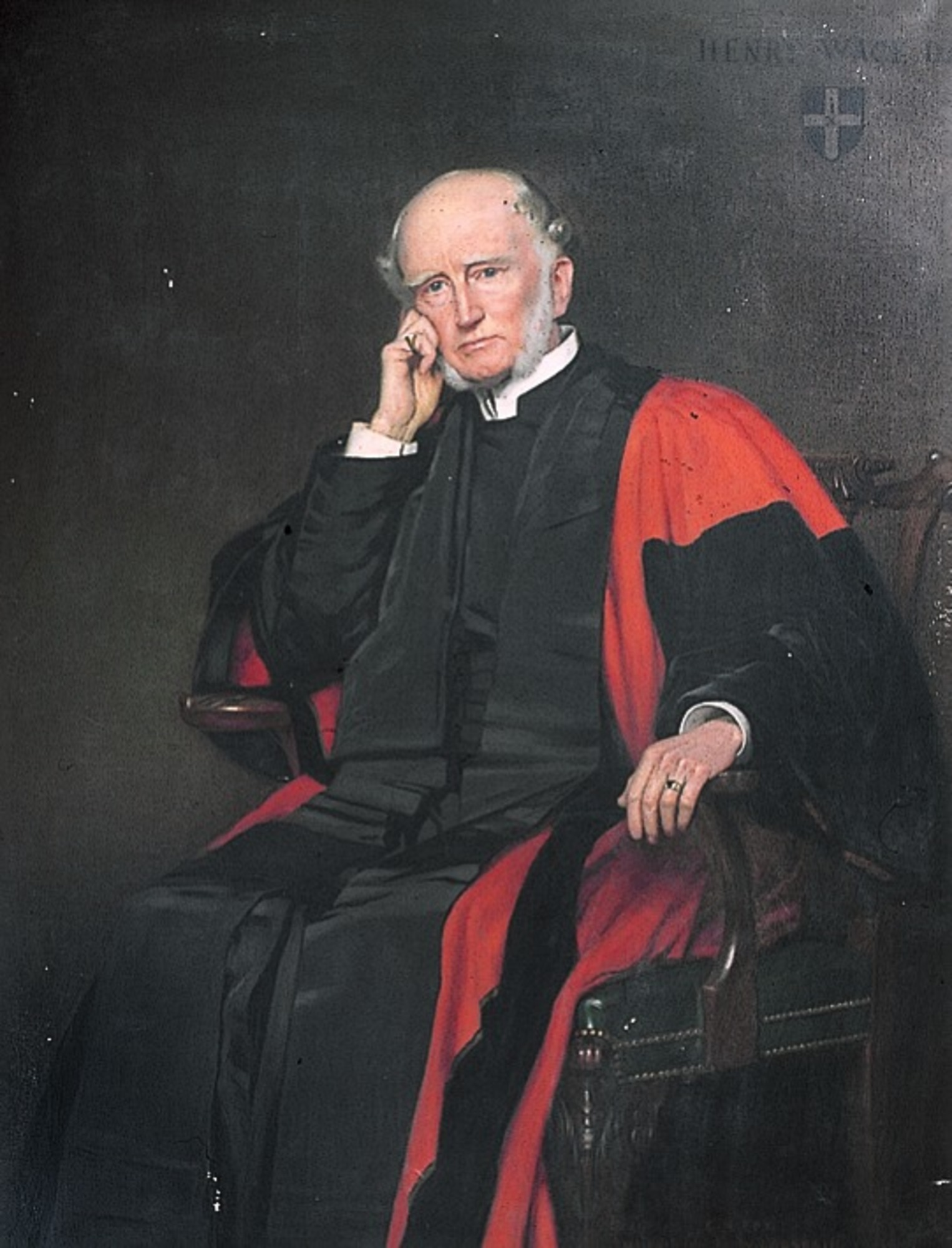
Henry Wace, Principal (Direktor/Dekan) des King's College London zur Jahrhundertwende vom 19. ins 20. Jahrhundert (1883–1897).
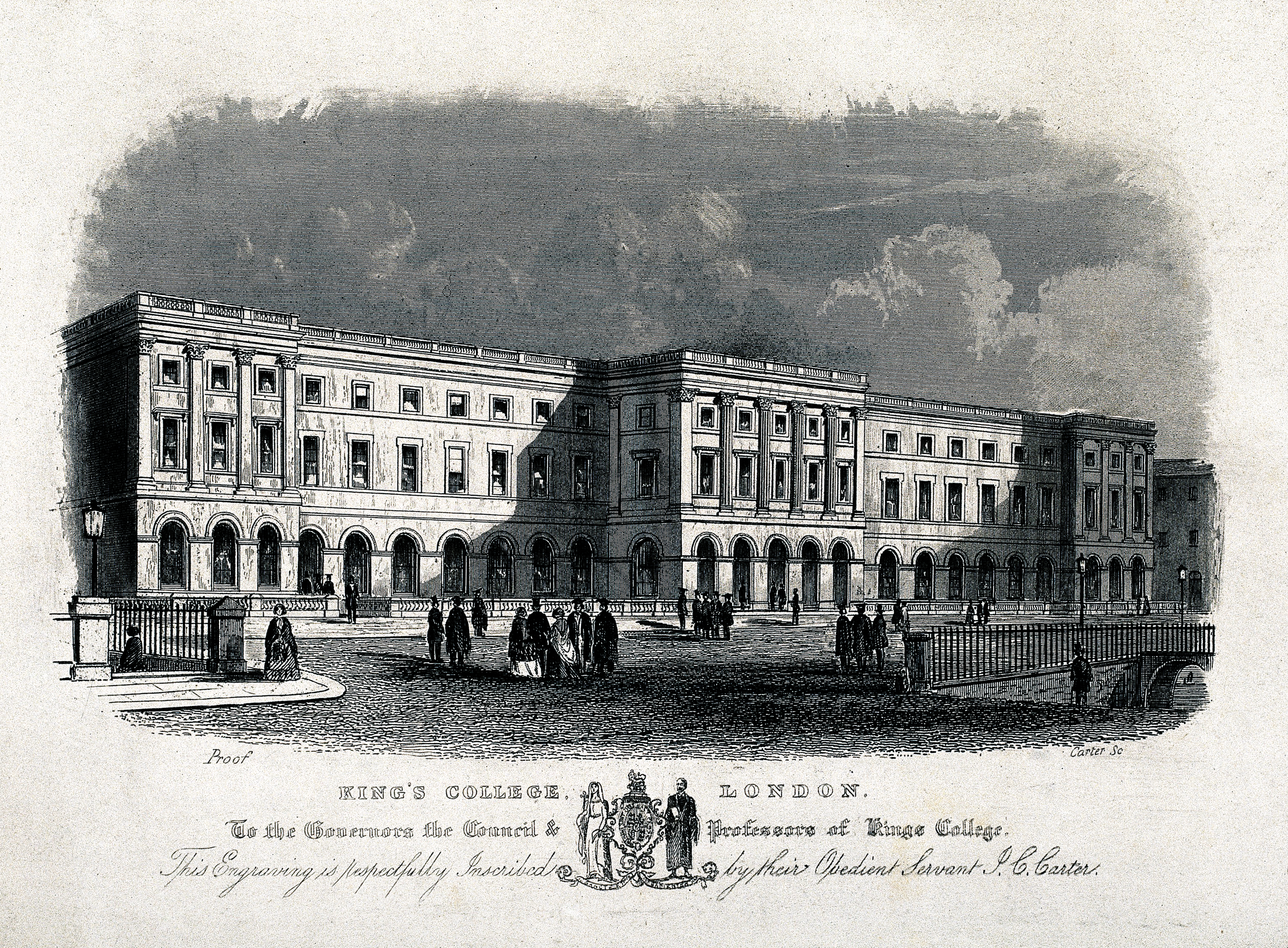
Zeichnung („Engraving“/Gravur) des King's College London im Jahre 1831, von J. C. Carter.
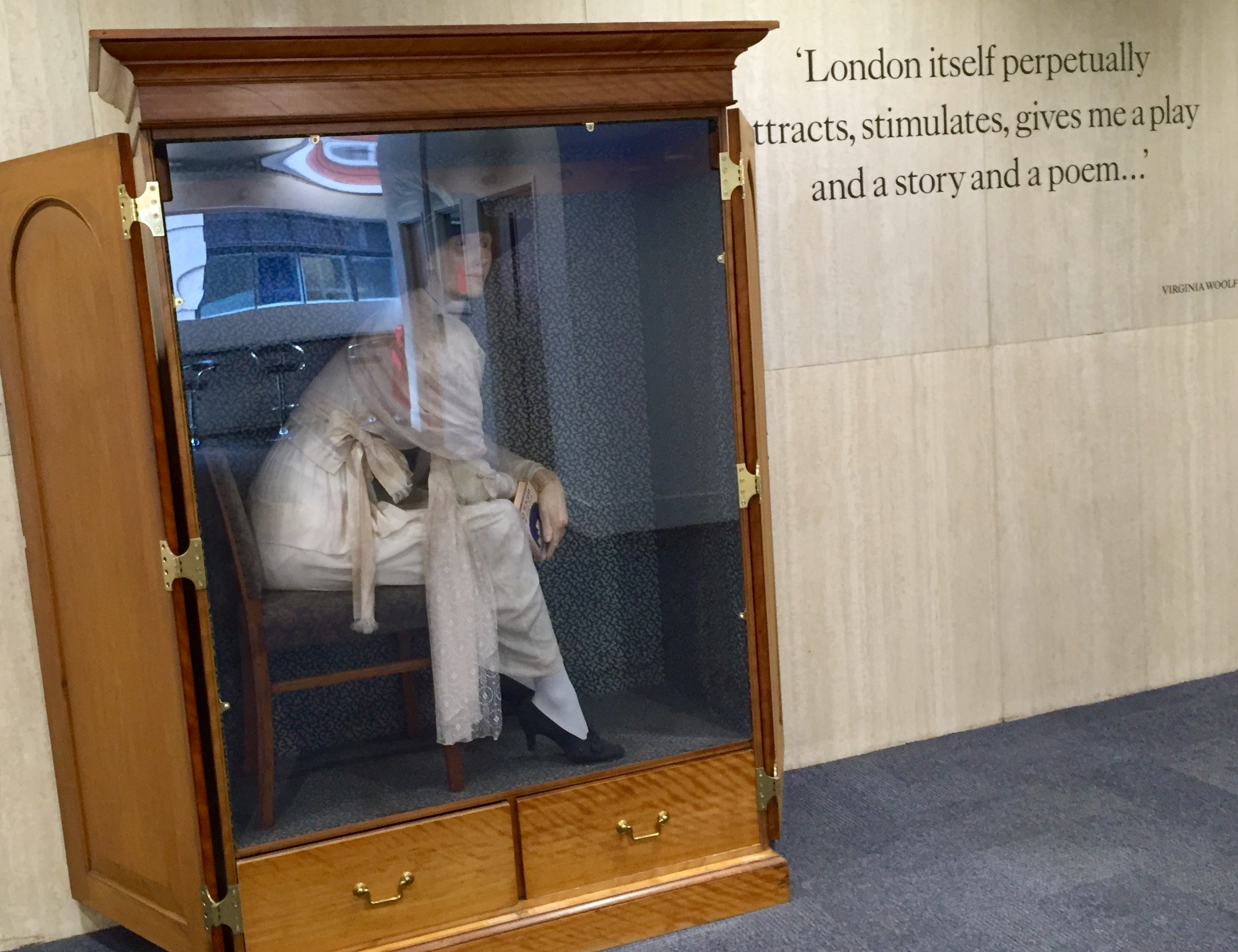
Lebensgroße Wachsfigur von Virginia Woolf, britische Literatin aus dem 20. Jahrhundert und Alumna des King's College London.
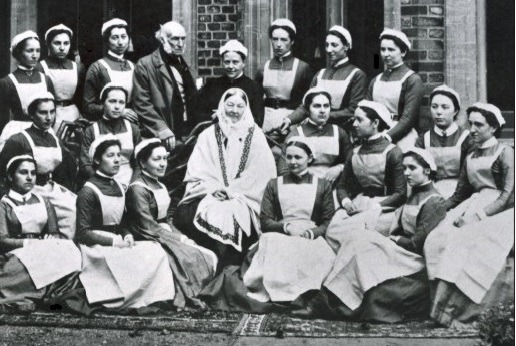
Florence Nightingale und ihre Klasse von Krankenschwestern. Namensgeberin der Nightingale School of Nursing des King's College London.
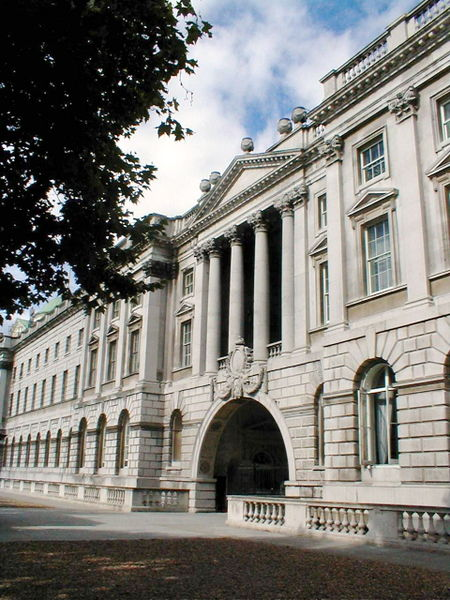
Der „Embankment terrace“-Eingang zum Strand Campus mit Sicht auf die Themse, ursprünglich entworfen von Sir William Chambers, wurde erbaut durch Sir Robert Smirke in 1835.
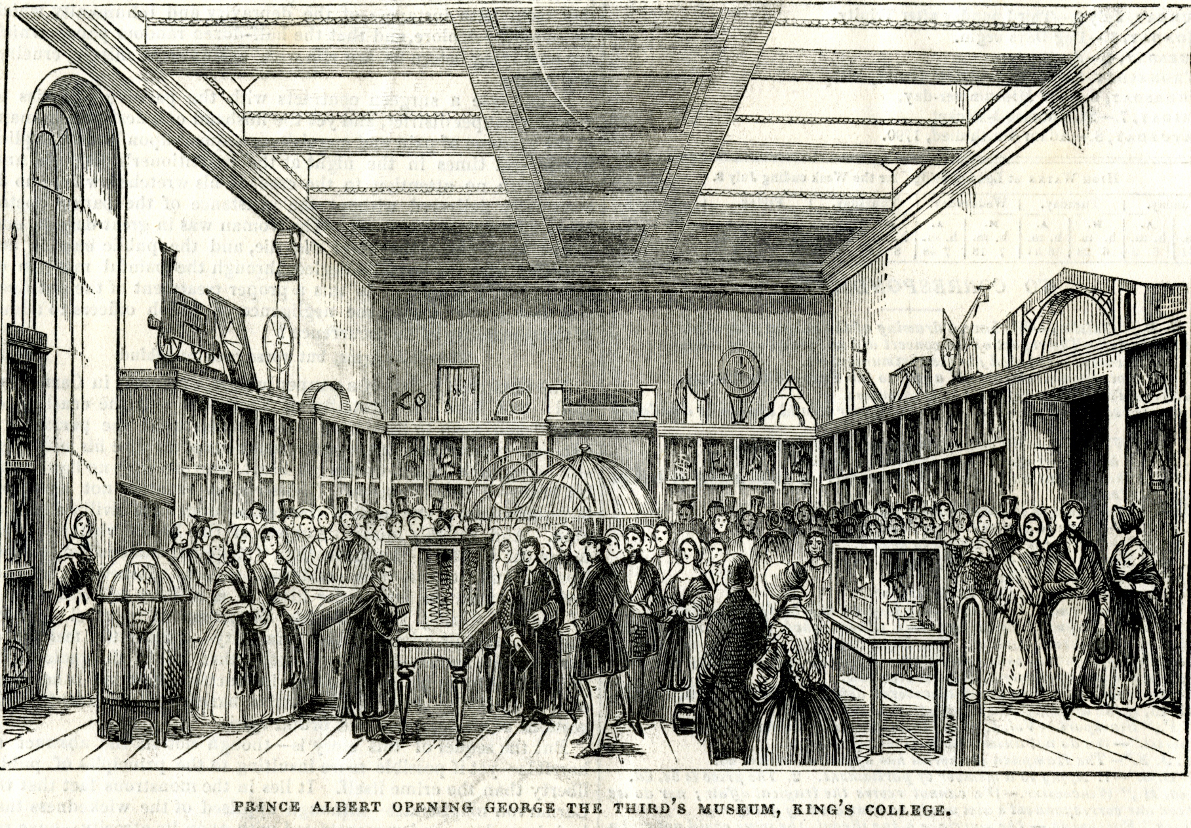
Eröffnung des „King George III“-Museums durch Prinz Albert am 1. Juli 1843.
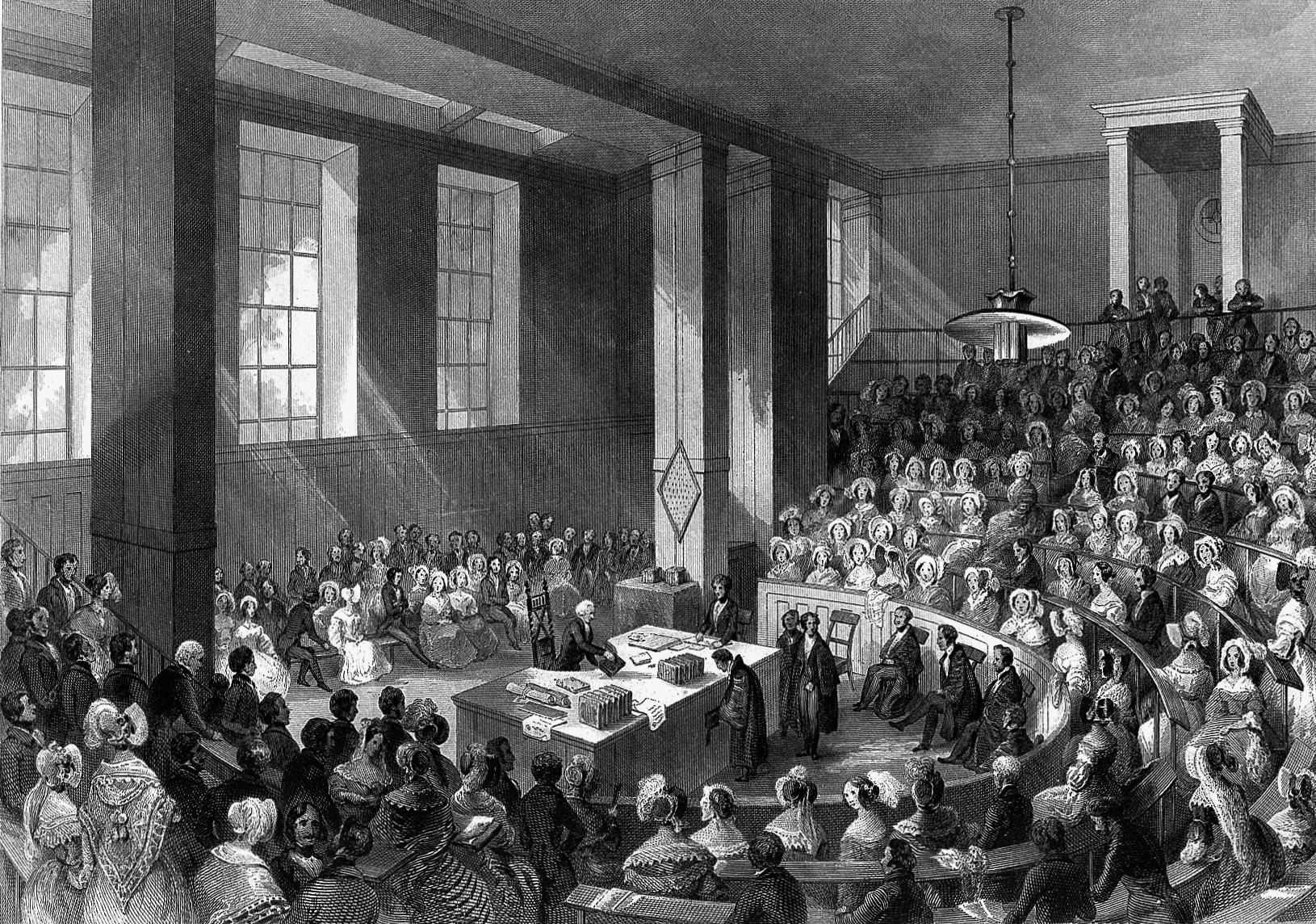
Prize-Giving-Day, 1841.
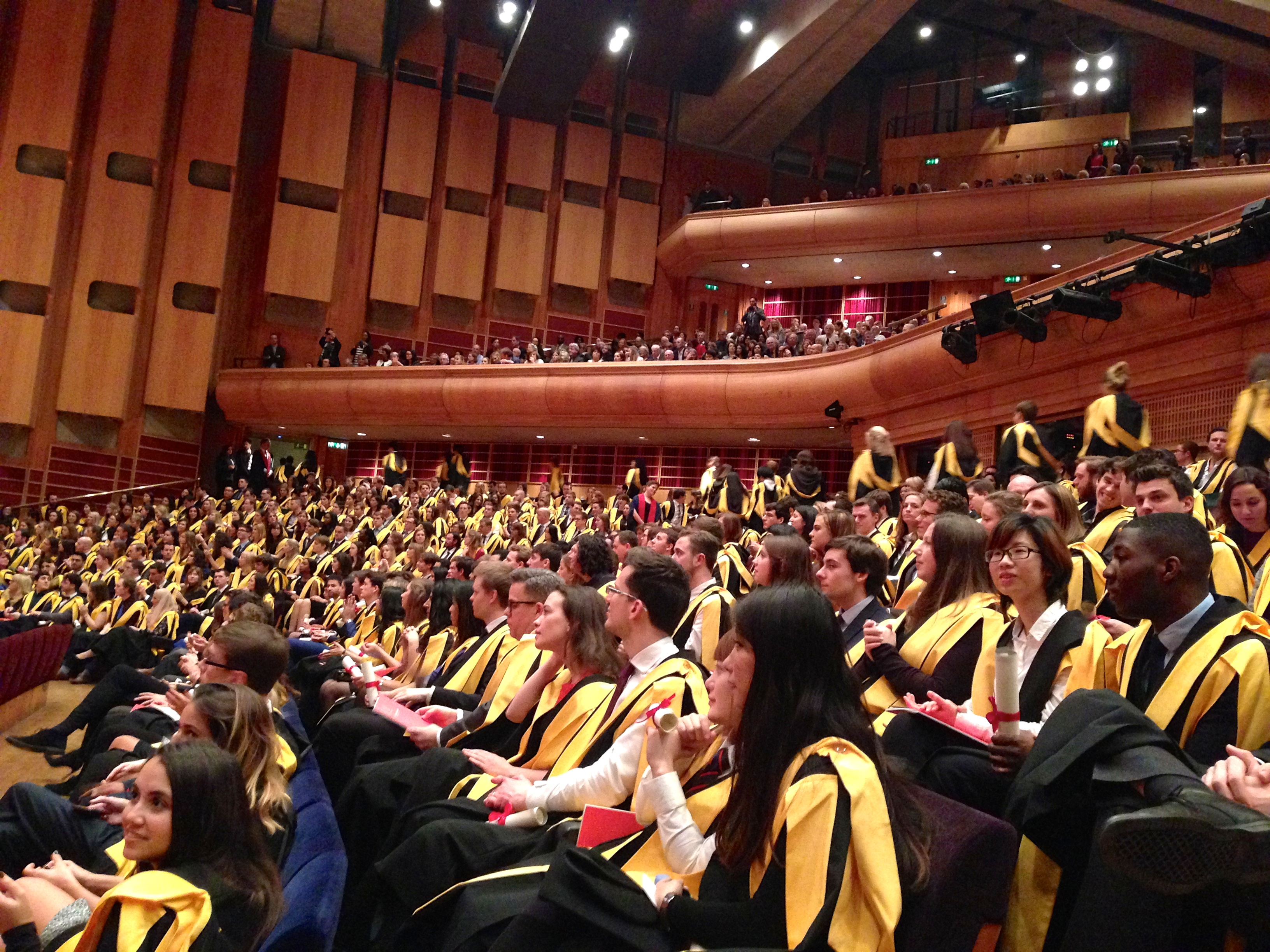
King's Absolventen mit akademischem Dress designed von Vivienne Westwood.
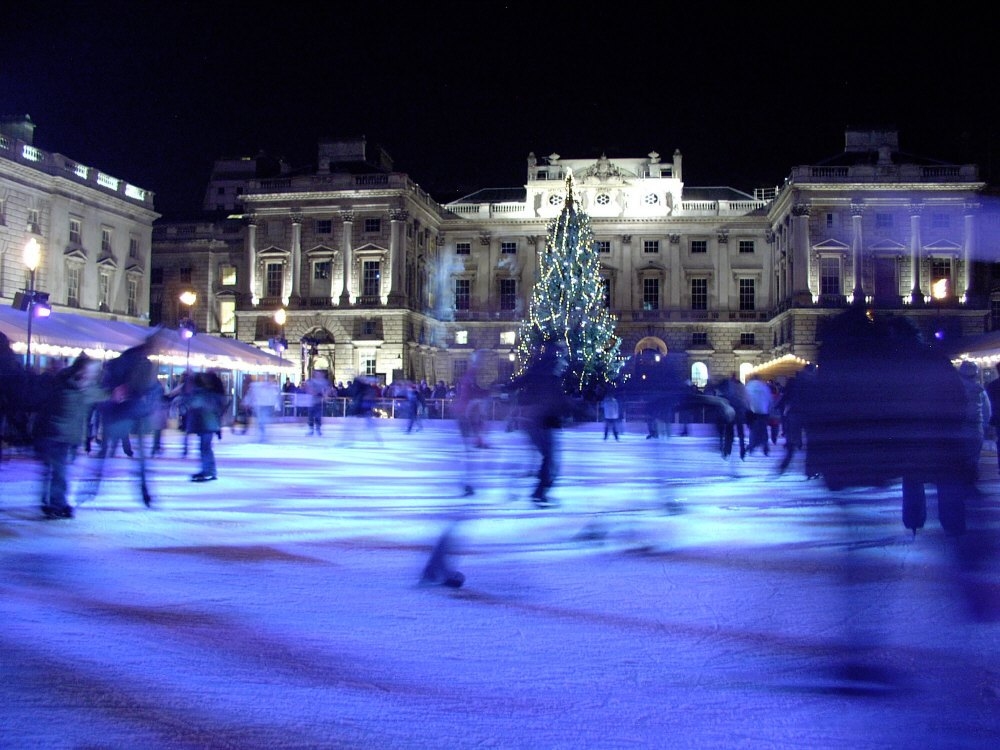
Somerset House, Teil des King's-College-London-Ostflügels, wird jedes Jahr in eine Eisbahn umfunktioniert von November bis Januar.
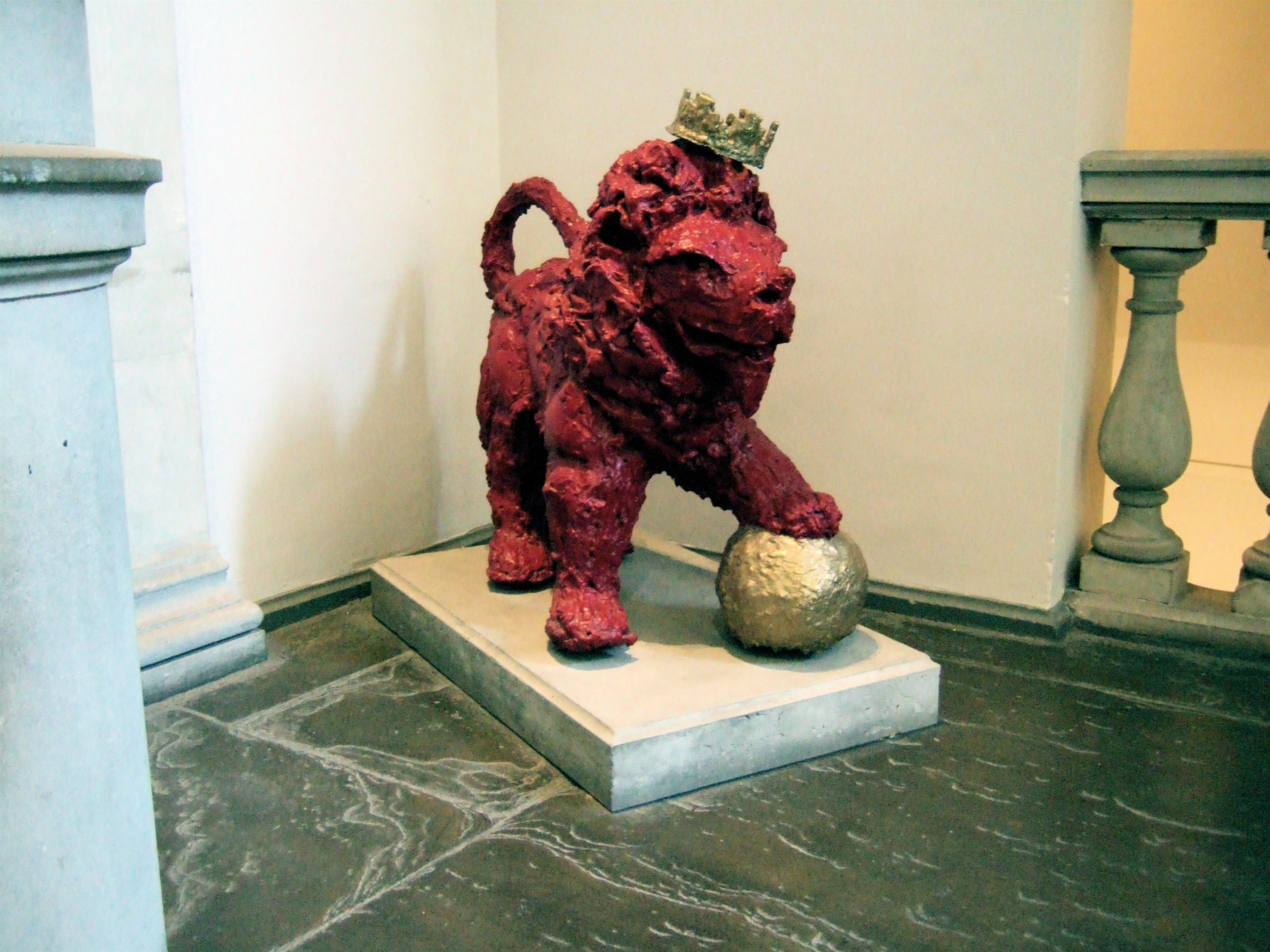
„Reggie the Lion“: Maskottchen des King's College London.

## Campus
Die meisten Einrichtungen des King’s College London verteilen sich entlang des Ufers der Themse im Zentrum Londons. Es gibt fünf offizielle Standorte:

### Strand Campus
Der Strand Campus ist der Gründungscampus des King's und liegt in der City of Westminster mit einer Front zur Themse. Der Campus besteht aus dem King's Building von 1831 und der von Sir George Gilbert Scott im gotisch-byzantinischen Stil entworfenen College Chapel aus dem Jahr 1864. Das Macadam Building von 1975 beherbergt heute die Students’ Union.
Der Strand Campus beherbergt die Kunstfakultät, die Rechtswissenschaften, die King’s Business School, die Geisteswissenschaften sowie die mathematischen und naturwissenschaftlichen Fachbereiche. Zudem ist hier der Sitz des Präsidenten des KCL. Seit 2010 gehört der Ostflügel des Somerset House zum Campus, ebenso wie das Virginia Woolf Building in direkter Nachbarschaft zur London School of Economics (LSE) am Kingsway. 2015 wurde für 50 Jahre das Aldwych Quarter gepachtet, einschließlich des historischen Bush House, zuvor Sitz der BBC. Ab 2025 wird sich das KCL zudem in das gegenüberliegende Melbourne House erweitern.
Der Strand Campus umfasst auch die Maughan Library, die größte Bibliothek des King’s College sowie die größte Bibliothek, die seit dem Zweiten Weltkrieg in England eröffnet wurde. Sie ist benannt nach dem Geschäftsmann Deryck Maughan.

### Guy’s Campus
Der Guy’s Campus liegt nahe der London Bridge und The Shard an der South Bank der Themse und beherbergt die medizinische Fakultät sowie die Zahnmedizin. Der Campus ist nach Thomas Guy benannt, dem Gründer des 1726 gegründeten Guy's Hospital, das bis heute eines der größten Krankenhäuser Englands ist.
Weitere Gebäude des Campus sind das 1902 errichtete Henriette Raphael Building, das Gordon Museum of Pathology, das Hodgkin Building, Shepherd’s House und die Guy’s Chapel. Zudem finden sich hier ein Studentencafé namens The Shed, die Guy's Bar und verschiedene Konferenzräume.

### Waterloo Campus
Der Waterloo Campus liegt an der Waterloo Bridge nahe dem Strand Campus im London Borough of Lambeth und besteht aus dem James Clerk Maxwell Building, dem Franklin–Wilkins Building (ehemals Cornwall House) und dem Waterloo Bridge Wing. Das ehemalige Cornwall House wurde zwischen 1912 und 1915 erbaut und war ursprünglich das His Majesty’s Stationery Office. Während des Ersten Weltkriegs wurde es 1915 als Militärkrankenhaus eingerichtet und wurde zum King George Military Hospital mit Platz für 1.800 Patienten. Heute ist es eines der größten Universitätsgebäude in London; es wurde von King's im Jahr 1980 erworben und bis 2000 umfassend saniert.
Die Gebäude sind nach Rosalind Franklin und Maurice Wilkins benannt, zwei Forschern, die am King’s College London erheblich zur Entschlüsselung der DNA-Struktur beigetragen haben. Heute sind dort angesiedelt:
- die School of Biomedical Sciences, Diabetes & Nutritional Sciences Division
- die School of Education, Communication and Society
- LonDEC – das London Dental Education Centre

Das gegenüberliegende James Clerk Maxwell Building beherbergt die Florence Nightingale Faculty of Nursing, Midwifery & Palliative Care und zahlreiche administrative Verwaltungseinheiten des KCL. Das Gebäude wurde nach dem schottischen Mathematiker James Clerk Maxwell benannt, der von 1860 bis 1865 Professor am King's war. Seine nach ihm benannten Maxwell-Gleichungen und die Entdeckung der Feldtheorie gelten als eine der wichtigsten Leistungen der Physik und Mathematik des 19. Jahrhunderts.

### St Thomas’ Campus
Der St Thomas’ Campus im London Borough of Lambeth blickt auf das Houses of Parliament auf der gegenüberliegenden Seite der Themse und beherbergt die School of Medicine und das Dental Institute. Hier befindet sich auch das Florence Nightingale Museum. Das St Thomas’ Hospital und der Campus sind nach Thomas Becket benannt, dem ehemaligen Erzbischof von Canterbury.

### Denmark Hill Campus
Der Denmark Hill Campus liegt im Süden Londons an der Grenze des London Borough of Lambeth zum London Borough of Southwark und ist der einzige Campus, der nicht an der Themse liegt. Er besteht aus dem King’s College Hospital, dem Maudsley Hospital und dem Institute of Psychiatry, Psychology and Neuroscience (IoPPN). Auch die King’s College Hall befindet sich hier. Weitere Gebäude umfassen:
- die Campus-Bibliothek Weston Education Centre (WEC)
- das James Black Zentrum
- das Rayne Institute
- das Cicely Saunders Institut für Palliativpflege

Das Maurice Wohl Clinical Neuroscience Institute wurde 2015 von Anne, Princess Royal am Denmark Hill Campus eröffnet.

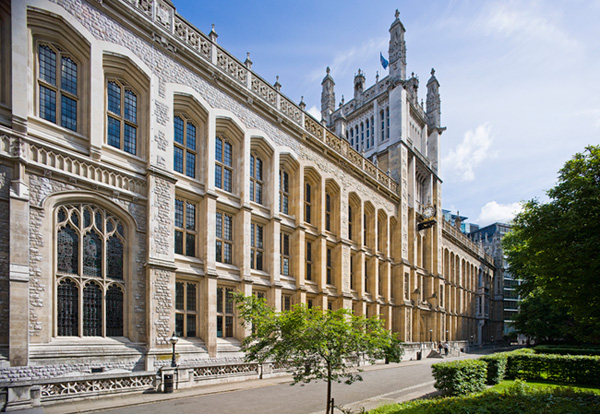
Maughan Library, die größte Bibliothek des King’s College London am Strand Campus
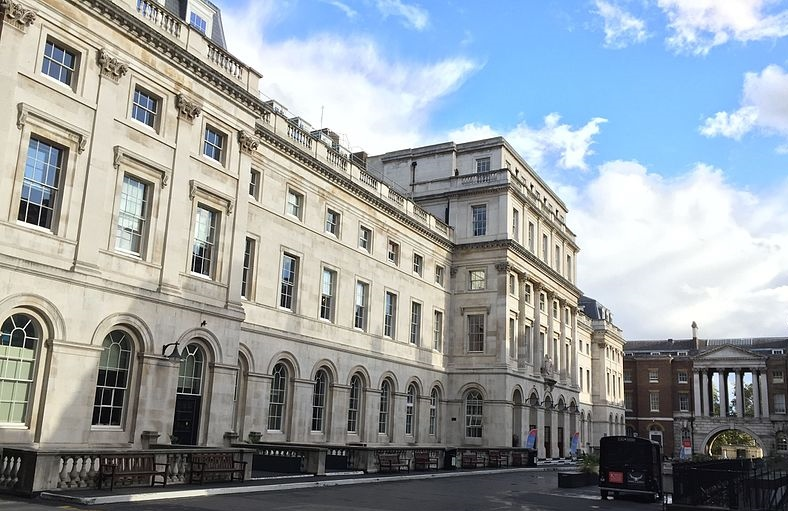
King’s College London, Strand Campus
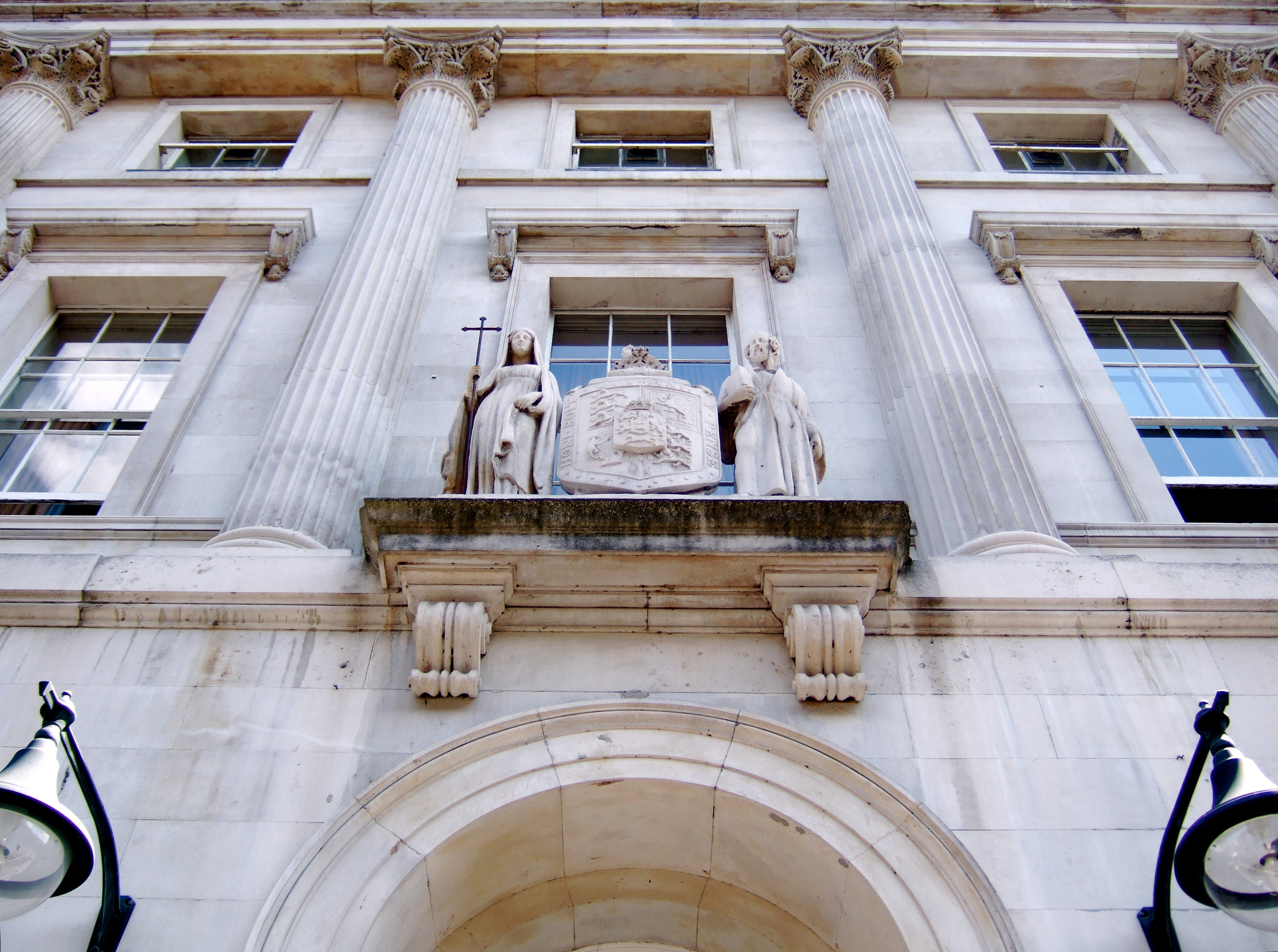
Historischer Eingang mit steinernem College-Wappen (Coat of Arms) des Hauptgebäudes (King’s Building) am Strand Campus des King’s College London.
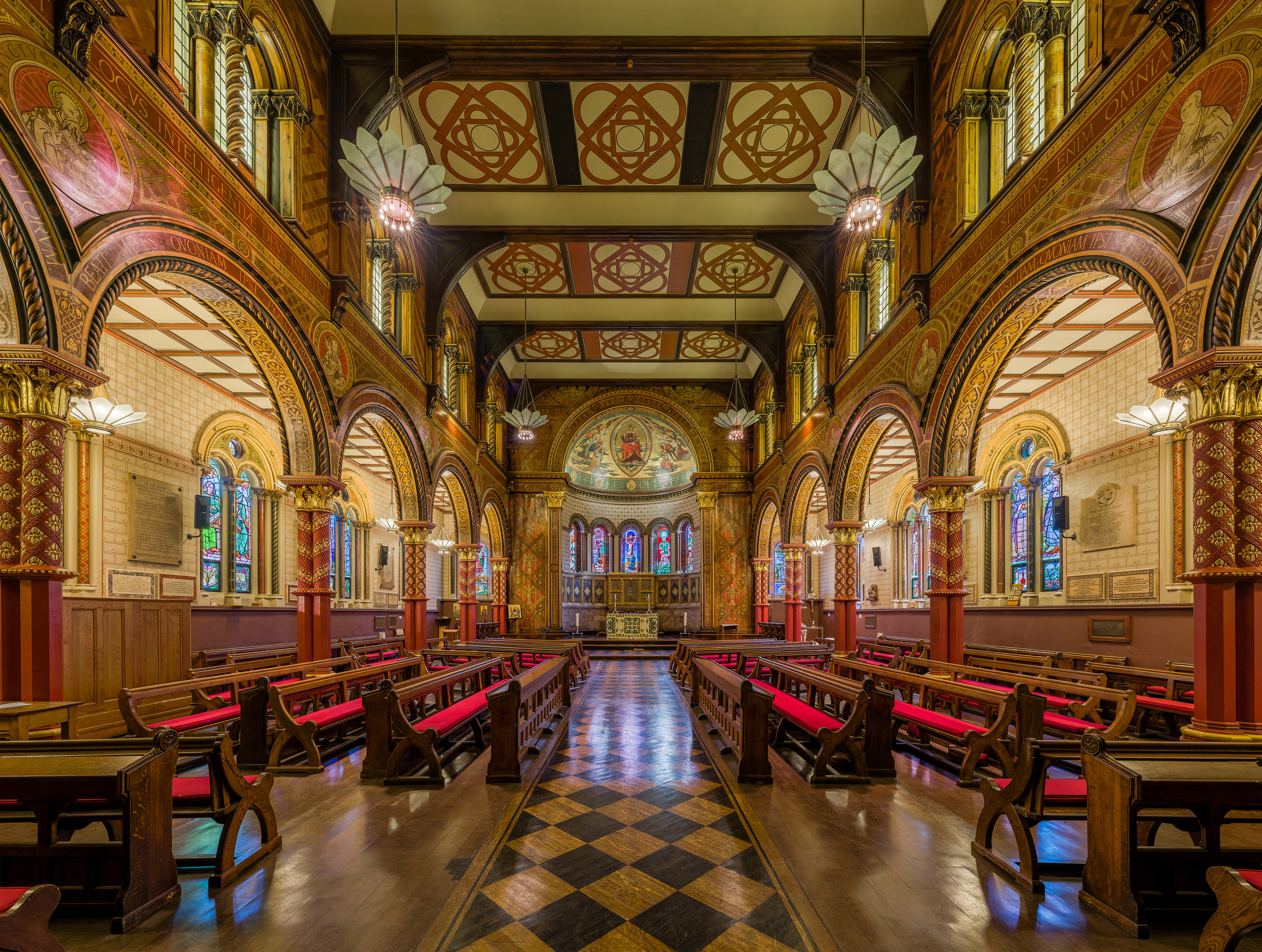
King’s College London Chapel
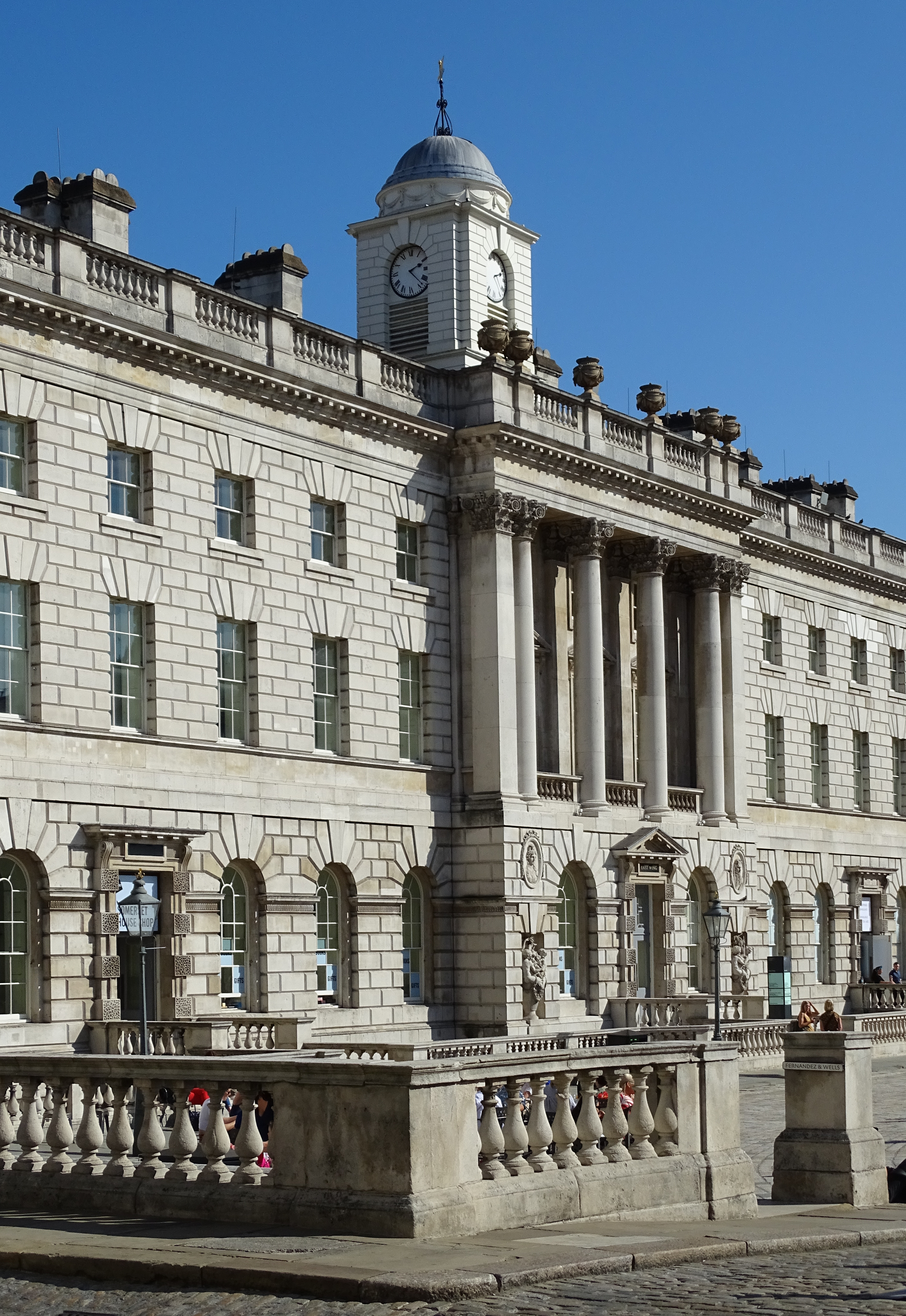
Somerset House, King’s College London
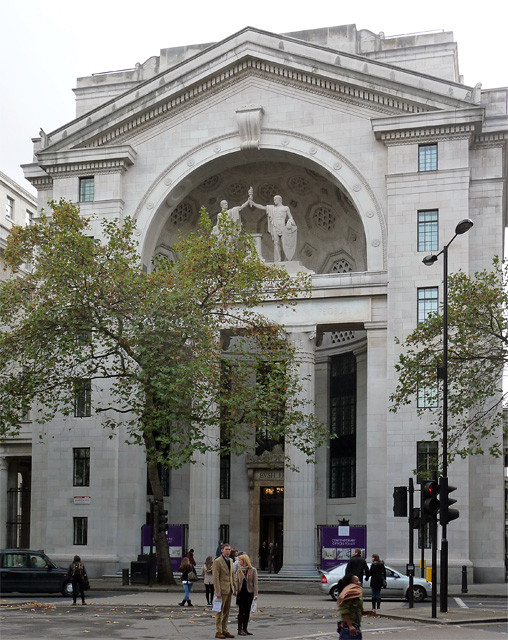
Bush House, King's College London
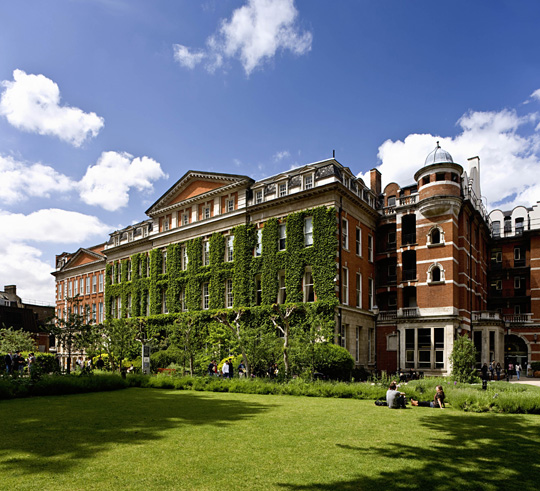
King's College London, Guy’s Campus
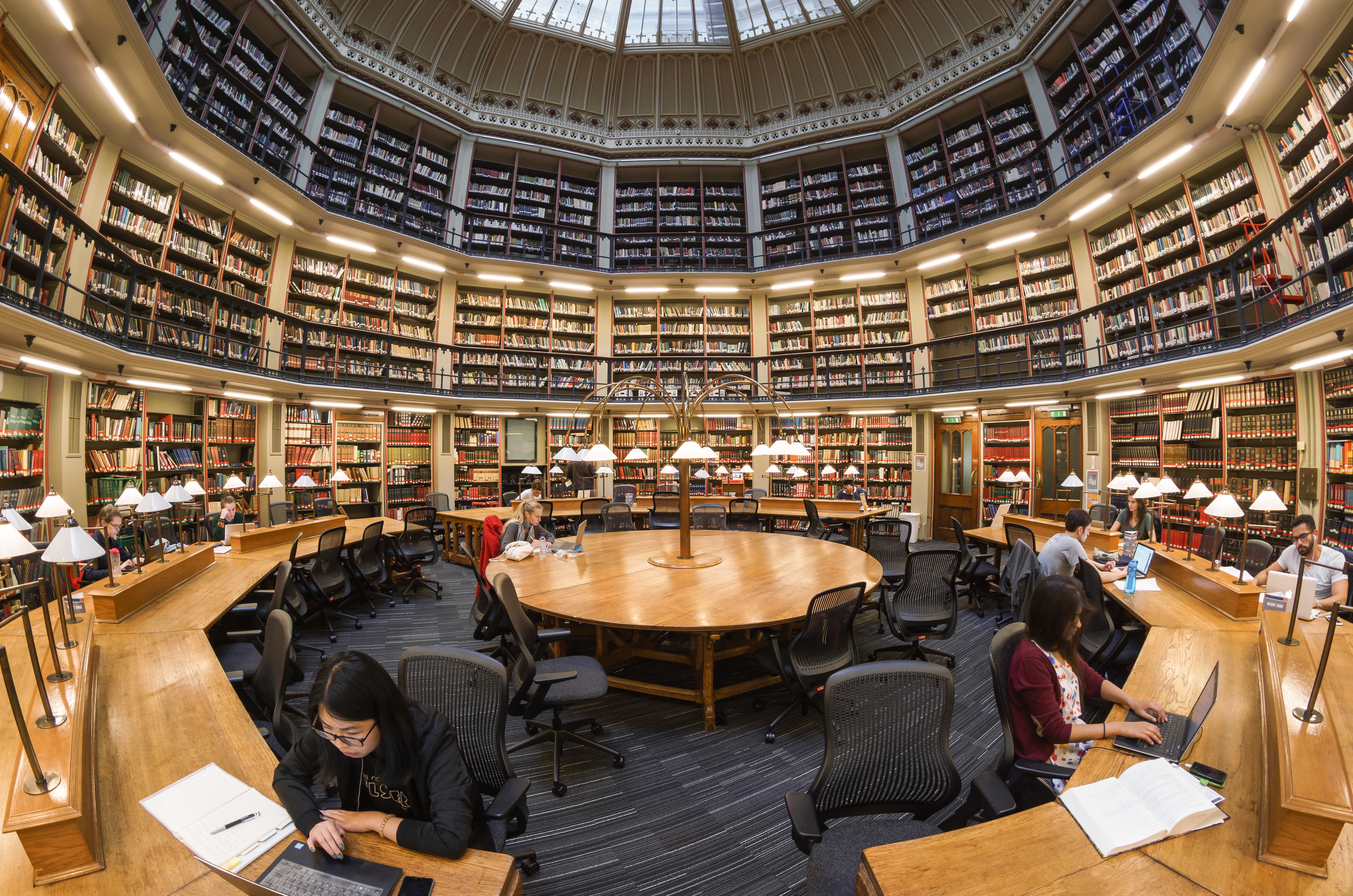
Interieur („Round Reading Room“) der Maughan Library, King’s College London.

## Rankings
Das King’s College London zählt zu den führenden Universitäten weltweit und belegt regelmäßig Spitzenpositionen in internationalen Hochschulrankings.

### Globale Universitätsrankings
Im QS World University Ranking 2025 wurde das King’s College London auf Platz 40 weltweit eingestuft. Im Times Higher Education World University Ranking 2025 erreichte es den 36. Platz weltweit.

### Fachspezifische Rankings
- Rechtswissenschaften: Im QS World University Ranking nach Fächern 2023 belegte das King’s College London den 15. Platz weltweit für Rechtswissenschaften.[46]

- Psychologie: Für Psychologie rangierte das College im QS Ranking 2023 auf Platz 11 weltweit.[47]

- Medizin und Gesundheitswissenschaften: In den Times Higher Education Subject Rankings 2023 belegte das King’s College London den 12. Platz weltweit im Bereich Klinische, präklinische und Gesundheitswissenschaften.[48]

### King's Business School
Die King’s Business School (KBS) hat die renommierte Triple Crown der internationalen Akkreditierungen erhalten, bestehend aus AMBA (Association of MBAs), AACSB (Association to Advance Collegiate Schools of Business) und EQUIS (European Quality Improvement System). Diese Dreifachakkreditierung unterstreicht die hohe Qualität der Lehre und Forschung an der Business School. Im Bereich Business & Management wird die KBS durch den Complete University Guide aktuell auf Platz 3 im Vereinigten Königreich geführt.

### Stiftungskapital
Das Stiftungskapital des King’s College London ist eines der größten im Vereinigten Königreich. Nach den Universitäten Oxford und Cambridge verfügt es über das drittgrößte Kapital in England ist damit die reichste Universität in London. Dieses solide finanzielle Fundament ermöglicht umfangreiche Investitionen in Forschung, Lehre und Infrastruktur, was zur Exzellenz der Institution beiträgt.

## Studierenden- und Mitarbeiterzahlen
Im Studienjahr 2022/2023 verzeichnete das King’s College London insgesamt 39.340 Studierende, was es weiterhin zu einer der größten Universitäten im Vereinigten Königreich macht.
Von diesen waren:
- 24.980 weiblich (63,5 %)
- 14.360 männlich (36,5 %)[3]

Die Herkunft der Studierenden gliederte sich wie folgt:
- 22.850 aus England
- 255 aus Schottland
- 315 aus Wales
- 100 aus Nordirland
- 4.850 aus der Europäischen Union
- 10.970 aus dem Nicht-EU-Ausland

Bezüglich des angestrebten Abschlusses waren:
- 21.800 Studierende (55,4 %) im grundständigen Studium (undergraduates)
- 17.540 Studierende (44,6 %) im postgradualen Studium (postgraduates)[3]

Von den Postgraduierten waren 2.950 in der Forschung tätig. Im Hinblick auf die Zahl der forschenden Studierenden belegte das King’s College London den achten Platz in Großbritannien.

### Zulassungsstatistik
Im Jahr 2023 erhielt das King’s College London 69.300 Bewerbungen und nahm 6.810 Studierende auf, was einer Zulassungsquote von 9,8 % entspricht. Im Jahr 2022 lag die Zulassungsquote bei 10,4 % mit insgesamt 70.090 Bewerbungen und 7.320 aufgenommenen Studierenden.

### Mitarbeiterzahlen
Im Jahr 2022/2023 beschäftigte das College 9.250 Mitarbeiterinnen und Mitarbeiter, davon waren 5.100 wissenschaftlich tätig.

## Bekannte Alumni

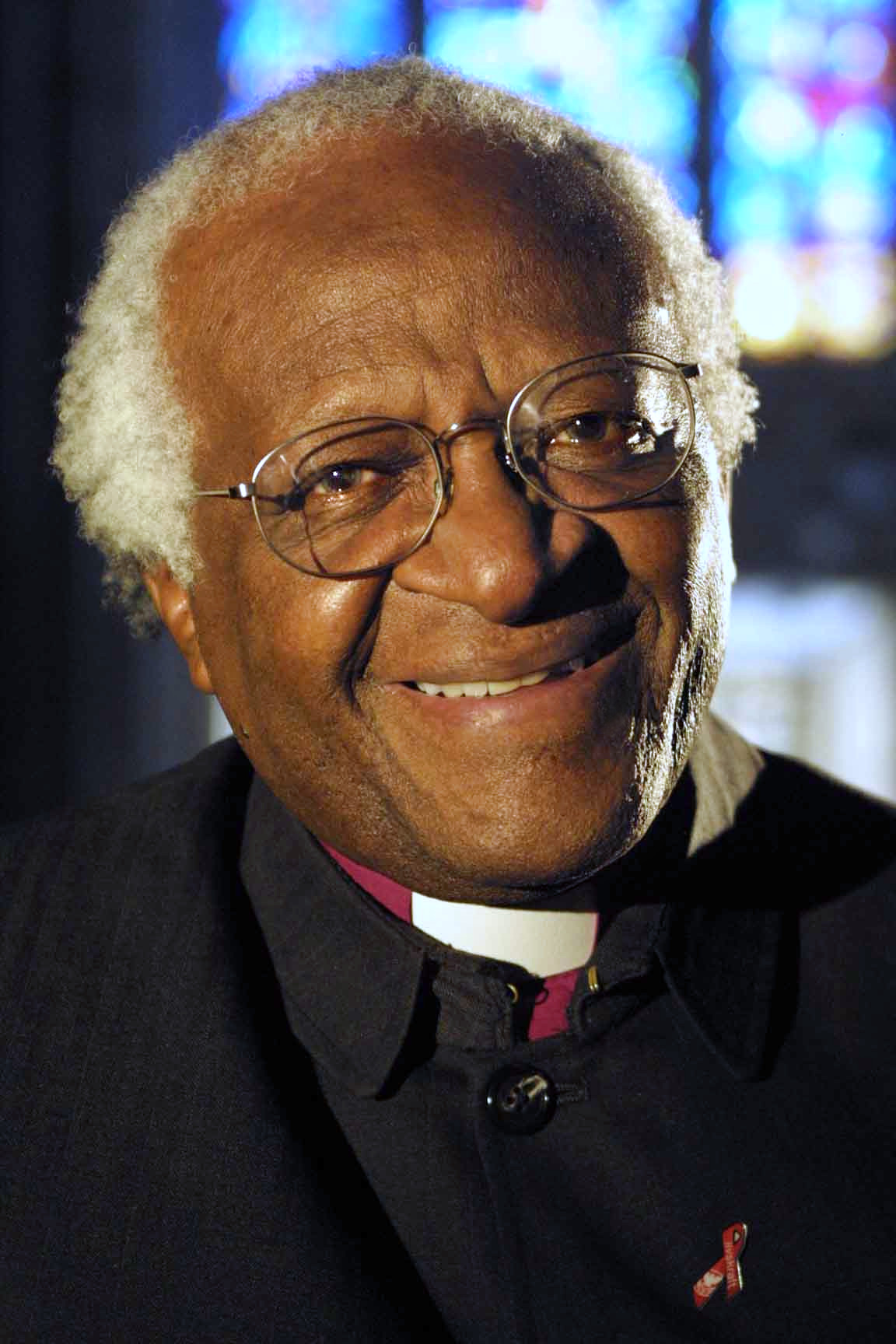
Desmond Tutu, südafrikanischer Geistlicher und Menschenrechtler
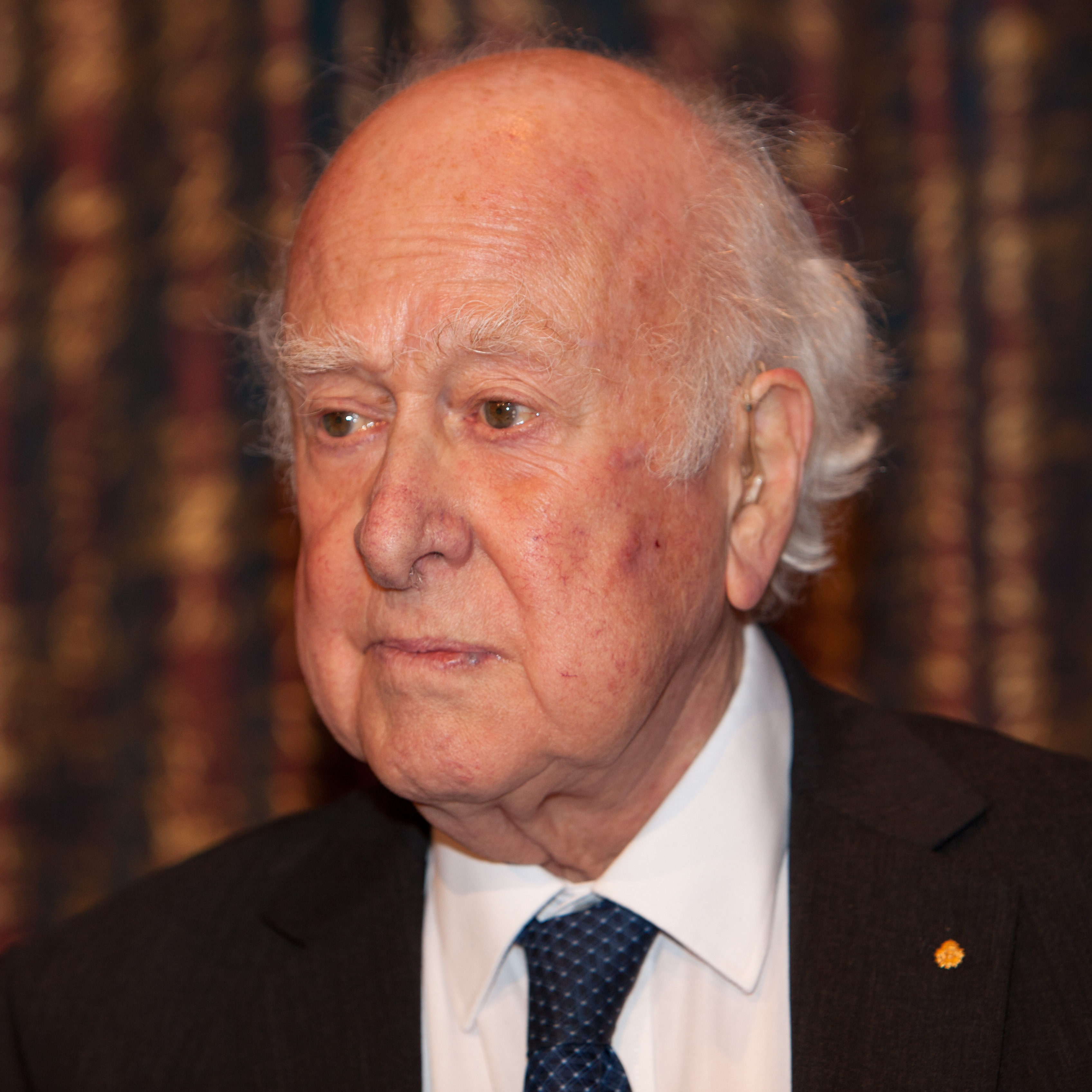
Peter Higgs, britischer theoretischer Physiker und Nobelpreisträger
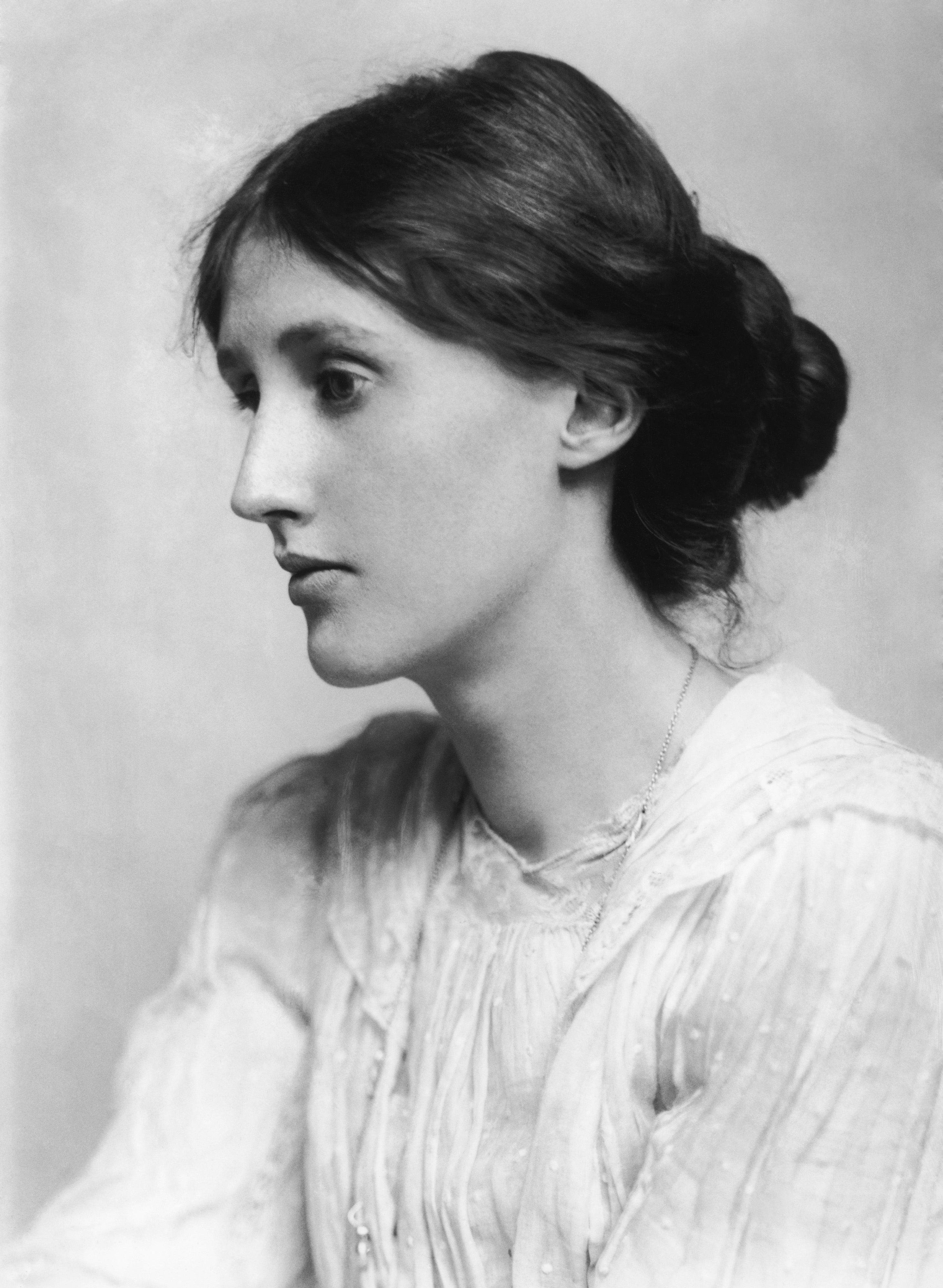
Virginia Woolf, britische Schriftstellerin und Verlegerin
John Keats, britischer Dichter
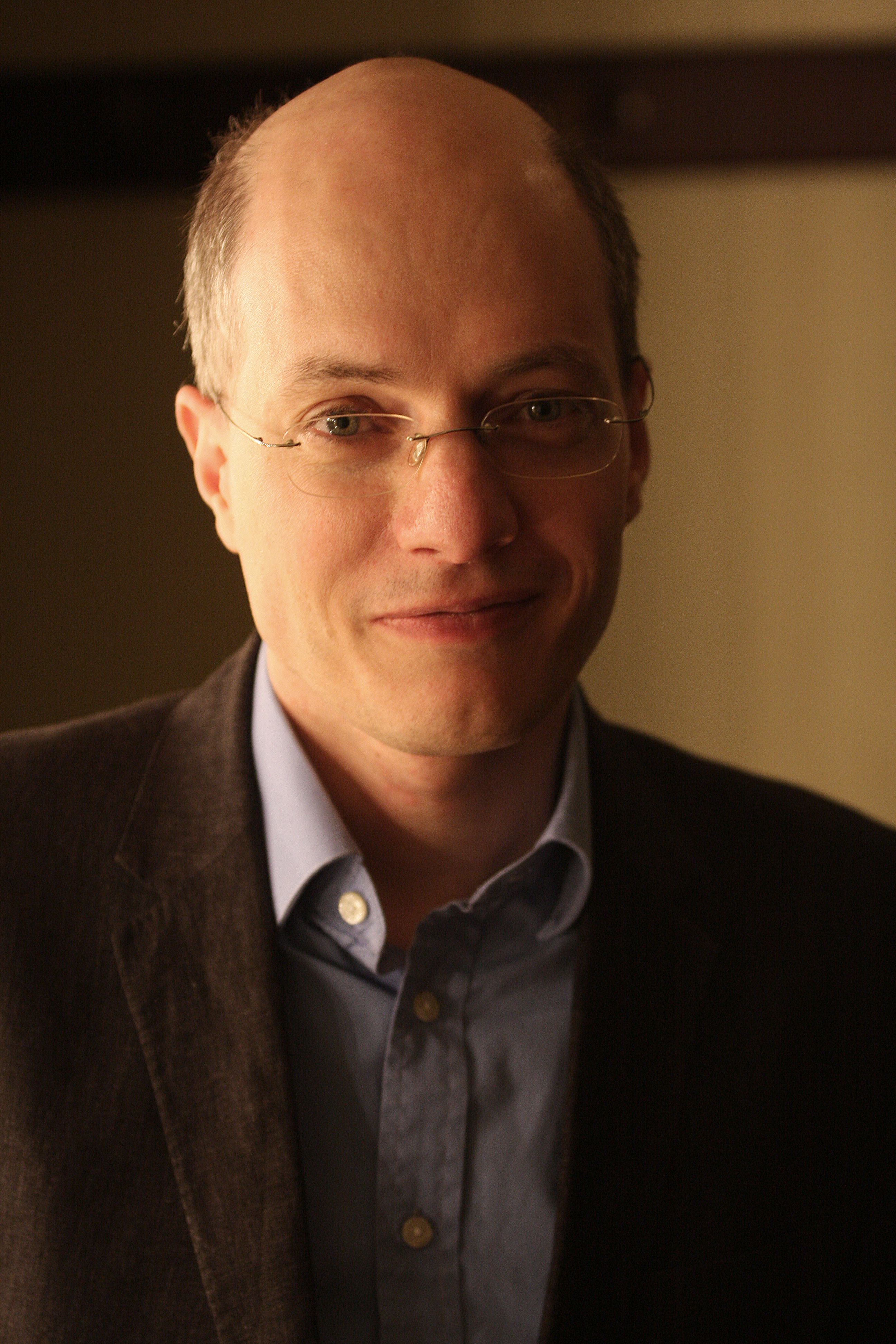
Alain de Botton, britisch-schweizerischer Schriftsteller und Fernsehproduzent
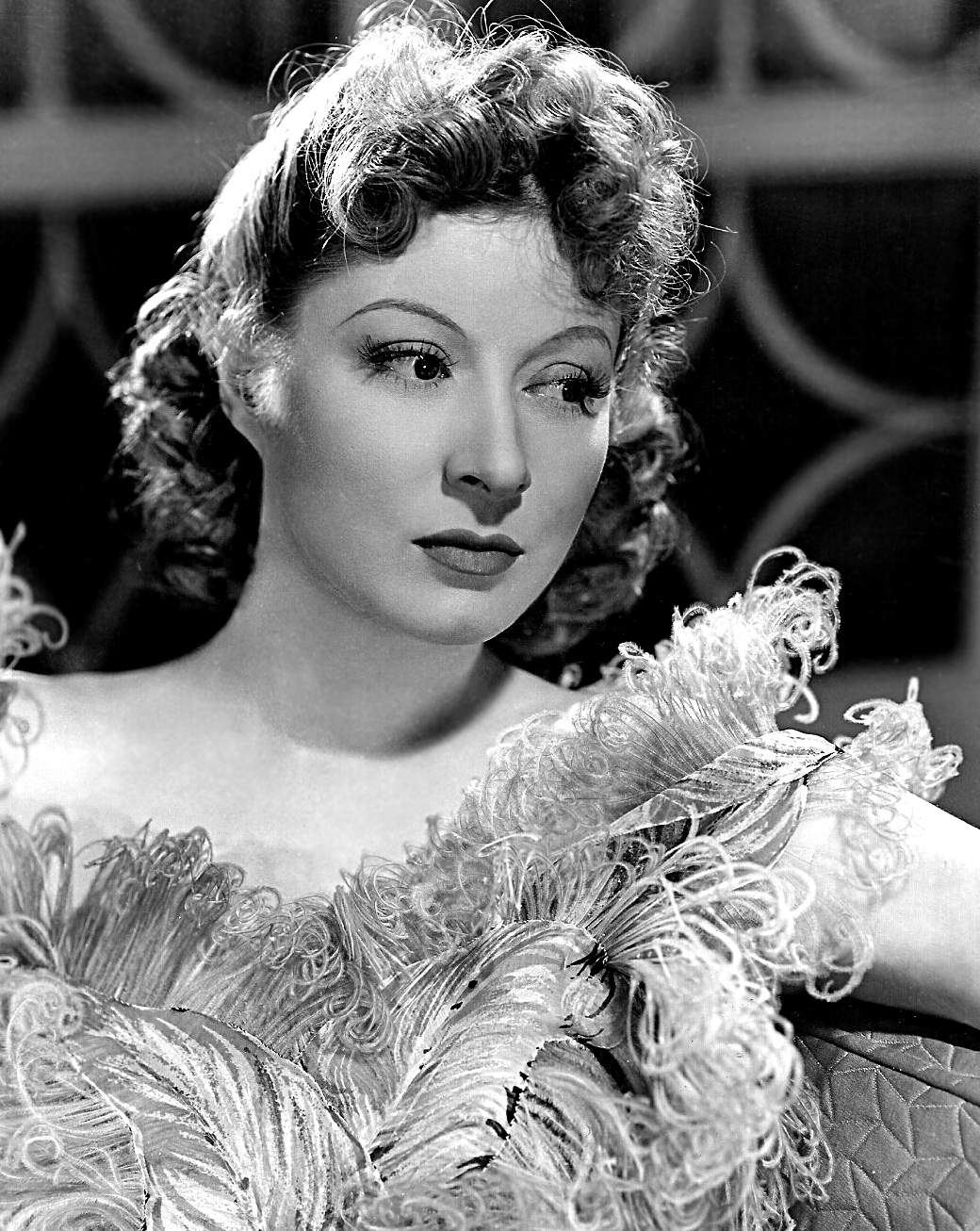
Greer Garson, britische Schauspielerin und Oscarpreisträgerin

- Dannie Abse (1923–2014), britischer Autor und Dichter
- Adewale Akinnuoye-Agbaje (* 1967), englischer Schauspieler
- Maruf al-Bachit (1947–2023), Premierminister von Jordanien
- Martin Bashir (* 1963), britischer Journalist
- Abd ar-Rahman al-Bazzaz (1913–1973), irakischer Politiker
- Nikolaus Benke (* 1954), österreichischer Rechtswissenschaftler
- Godfrey Binaisa (1920–2010), Präsident von Uganda
- Joost de Blank (1908–1968), anglikanischer Theologe und Erzbischof von Kapstadt
- Kai Boeckmann (* 1964), deutscher Diplomat
- Alain de Botton (* 1969), Schweizer Schriftsteller und Journalist
- Ethelbert William Bullinger (1837–1913), britischer Theologe
- Michael Caplan (* 1953), britischer Kronanwalt
- George Leonard Carey (* 1935), em. Erzbischof von Canterbury
- Qui-Lim Choo, entdeckte Hepatitis C
- Arthur C. Clarke (1917–2008), britischer Schriftsteller
- William Kingdon Clifford (1845–1879), britischer Philosoph und Mathematiker
- Michael Collins (1890–1922), irischer Unabhängigkeitskämpfer
- Helen Cresswell (1934–2005), britische Schriftstellerin
- Quentin Crisp (1908–1999), britischer Autor und Entertainer
- Mike Dash (* 1963), walisischer Historiker
- John Deacon (* 1951), britischer Musiker
- Richard Doll (1912–2005), britischer Forscher
- John Dunwoody (1929–2006), britischer Politiker
- Havelock Ellis (1859–1939), britischer Sexualforscher
- John Evan (* 1948), britischer Musiker
- Cecil Scott Forester (1899–1966), englischer Schriftsteller
- Francis Galton (1822–1911), britischer Naturforscher und Schriftsteller
- John Eliot Gardiner (* 1943), britischer Dirigent und Chorleiter
- William Schwenck Gilbert (1836–1911), englischer Schriftsteller
- Calouste Gulbenkian (1869–1955), britischer Ingenieur
- Sydney Gun-Munro (1916–2007), Generalgouverneur von St. Vincent und den Grenadinen
- Radclyffe Hall (1880–1943), britische Dichterin
- Thomas Hardy (1840–1928), englischer Schriftsteller
- Frederic Harrison (1831–1923), britischer Jurist und Historiker
- Peter Higgs (1929–2024), britischer Physiker und „Vater“ des sog. Higgs-Teilchens
- Thomas Hodgkin (1798–1866), britischer Arzt und Pathologe
- Frederick Gowland Hopkins (1861–1947), englischer Biochemiker und Mediziner
- Michael Houghton, entdeckte Hepatitis C
- Frederick Wollaston Hutton (1836–1905), englischer Geologe und Zoologe
- Simon Ings (* 1965), britischer Schriftsteller
- Derek Jarman (1942–1994), britischer Regisseur
- Augustus Jaspert (* 1979), britischer Diplomat
- B. S. Johnson (1933–1973), englischer Schriftsteller
- John Keats (1795–1821), englischer Dichter
- Muhammad Zafrullah Khan (1893–1985), Außenminister von Pakistan
- Horace King (1901–1986), britischer Politiker
- Charles Kingsley (1819–1875), englischer Theologe
- Henry Kingsley (1830–1876), englischer Schriftsteller
- Glafkos Klerides (1919–2013), griechisch-zypriotischer Politiker
- Abdul Gadrie Koroma (* 1943), Jurist aus Sierra Leone
- Hannelore Kraft (* 1961), Ministerpräsidentin von Nordrhein-Westfalen
- Hanif Kureishi (* 1954), britischer Schriftsteller
- James Lowther, 1. Viscount Ullswater (1855–1949), britischer Politiker
- Andy Mackay (* 1946), britischer Musiker
- William Somerset Maugham (1874–1965), englischer Schriftsteller und Arzt
- Edward Walter Maunder (1851–1928), englischer Astronom
- Lee Moore (1939–2000), Premierminister von St. Kitts und Nevis
- Michael Morpurgo (* 1943), britischer Schriftsteller
- Sarojini Naidu (1879–1949), indische Dichterin
- Michael Nyman (* 1944), englischer Komponist
- David Owen, Baron Owen of Plymouth (* 1938), britischer Außenminister
- Tassos Papadopoulos (1934–2008), griechisch-zypriotischer Jurist
- Sir Lynden Pindling (1930–2000), Premierminister der Bahamas
- Richard Anthony Proctor (1837–1888), britischer Astronom
- Surendran Reddy (1962–2010), südafrikanischer Komponist und Pianist
- France-Albert René (1935–2019), Präsident der Seychellen
- Alliott Verdon Roe (1877–1958), britischer Luftfahrtpionier
- Steven P. Rose (1938–2025), britischer Biologe
- John Ruskin (1819–1900), englischer Schriftsteller
- Isabel dos Santos (* 1973), die erste Dollar-Milliardärin Afrikas
- Khushwant Singh (1915–2014), indischer Autor und Journalist
- Louis Slotin (1910–1946), kanadischer Physiker und Chemiker
- Caroline Spurgeon (1869–1942), englische Literaturwissenschaftlerin
- Leslie Stephen (1832–1904), britischer Historiker
- Richard Sykes (* 1942), britischer Biochemiker
- Max Theiler (1899–1972), südafrikanisch-US-amerikanischer Biologe, Nobelpreis für Medizin (1951)
- Desmond Tutu (1931–2021), südafrikanischer anglikanischer Erzbischof, Friedensnobelpreis (1984)
- Isobel Waller-Bridge (* 1984), britische Bühnen- und Filmkomponistin
- Harold Watkinson, 1. Viscount Watkinson
- John Wolfe-Barry (1836–1918), englischer Bauingenieur
- Virginia Woolf (1882–1941), britische Schriftstellerin

## Bekannte Lehrkräfte
An folgende Lehrkräfte des Kings’s College wurde ein Nobelpreis vergeben:
- Charles Barkla (1877–1944), von 1909 bis 1913 Professor der Physik am King’s, Nobelpreis für Physik 1917
- Owen Willans Richardson (1879–1959), von 1914 bis 1924 Professor der Physik am King’s, Nobelpreis für Physik 1928
- Frederick Gowland Hopkins (1861–1947), lehrte von 1894 bis 1898 Physiologie und Toxikologie am Guy's Hospital, Nobelpreis für Physiologie oder Medizin 1929
- Charles Scott Sherrington (1857–1952), von 1887 bis 1891 Professor der systematischen Physiologie am St Thomas’ Hospital, Nobelpreis für Physiologie oder Medizin 1932
- Edward Appleton (1892–1965), von 1924 bis 1936 Professor der Physik am King’s College, Nobelpreis für Physik 1947
- Maurice Wilkins (1916–2004), von 1958 bis 1963 Dozent für Biophysik, Nobelpreis für Physiologie oder Medizin 1962, war von 1963 bis 1970 Professor für Molekularbiologie und von 1970 bis 1981 Professor für Biophysik
- James Whyte Black (1924–2010), von 1984 bis 1992 Professor für analytische Pharmakologie am King’s College, Nobelpreis für Physiologie oder Medizin 1988